# Storia della Formula 1

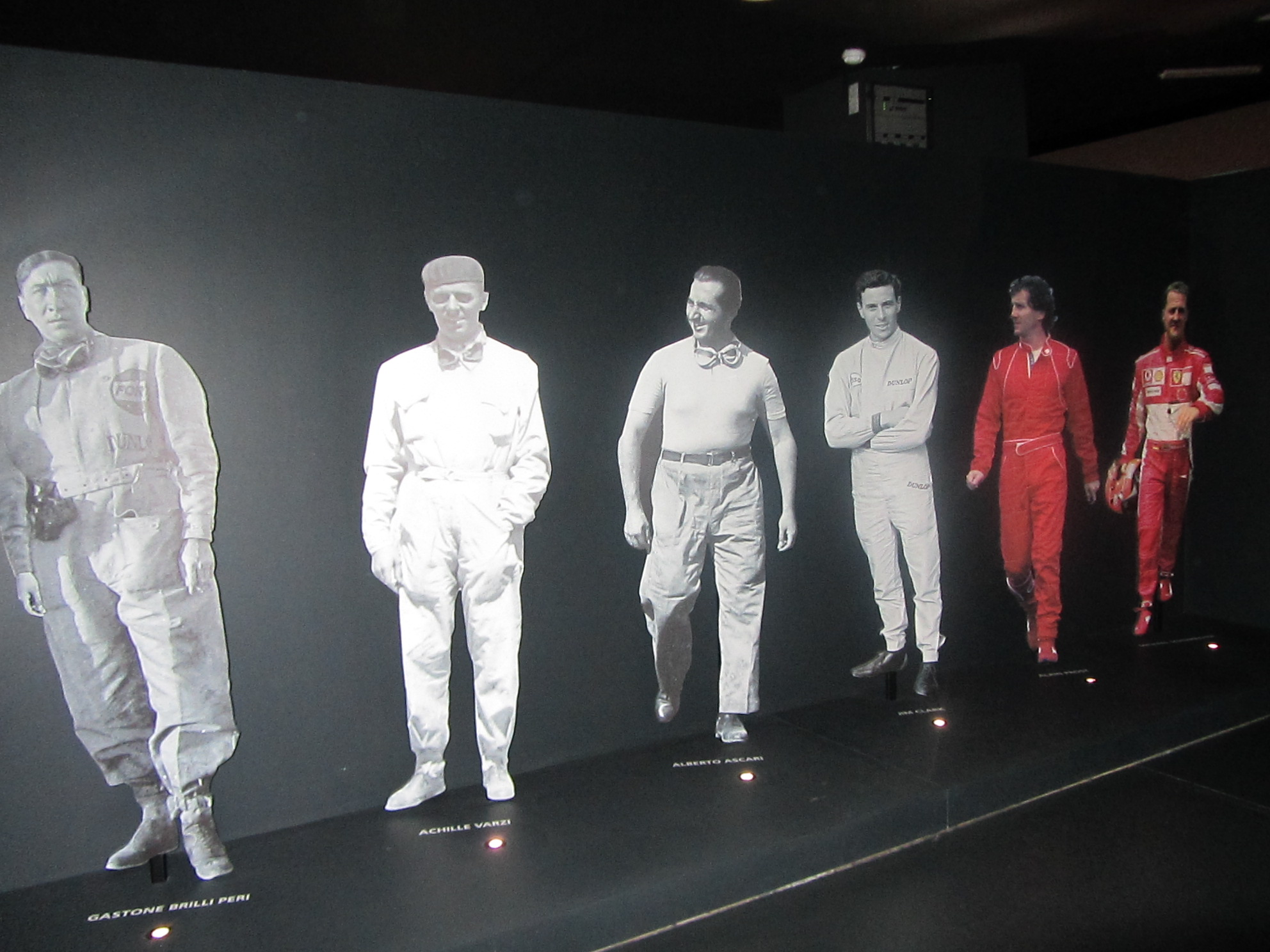
Alcuni dei più celebri piloti di Formula 1 in un'installazione al Museo dell'automobile di Torino.

Questa voce raccoglie un approfondimento sulla storia della Formula 1.

## Storia

### Origini
La storia della F1 affonda le sue radici nelle prime gare automobilistiche disputate verso la fine dell'Ottocento (1878–1905) e suddivise in due tipi: quelle da città a città, considerate in seguito antesignane del Rally, e quelle di durata, anticipatrici della moderna Endurance. Dal 1906 iniziarono ad assumere lo status di Gran Premi e al principio degli anni venti venne proposta una prima seria regolamentazione delle gare, denominata Formula Grand Prix e adottata principalmente in Europa attraverso la quale vennero gareggiate tre edizioni di un Campionato del Mondo per Costruttori nel 1925, vinto dall'Alfa Romeo, nel 1926 (vittoria della Bugatti) e nel 1927 (affermazione della Delage), di due edizioni di un Campionato Internazionale per piloti (nel 1931 con vittoria di Minoia su Alfa, e nel 1932 con vittoria di Nuvolari su Alfa) e cinque edizioni (1935–1939) di un Campionato Europeo per piloti, dominate da piloti e vetture tedesche. Il sistema di punteggio era basato sulle penalità acquisite – chi ne otteneva di meno vinceva il titolo – e non sul sistema di punteggio attuale, instaurato già a partire dall'ultimo anno di svolgimento di quel campionato.
La Formula 1 venne creata con il nome iniziale di Formula A nel 1946, subito dopo la fine della seconda guerra mondiale, quando vi fu una prima serie di Gran Premi non validi per il titolo. Un buon numero di corse vennero organizzate negli anni precedenti la guerra, e dopo la sospensione durante il conflitto, l'idea di un campionato mondiale di automobilismo venne formalizzata nel 1947, dopo che negli anni 30, si era disputata una serie di campionati europei. Il nome della Formula venne cambiato nel 1948 con quello attuale contestualmente alla nascita della Formula 2. Nel 1949 vengono scelti sette Gran Premi validi per l'assegnazione del trofeo. La prima gara valida per il campionato fu il Gran Premio di Gran Bretagna nel 1950. Al titolo piloti seguì una coppa costruttori nel 1958, poi convertita in campionato nel 1982. Oltre ai campionati mondiali, si disputarono anche due campionati nazionali per vetture simili o uguali alla Formula 1. Il primo, denominato "Tasmanian Formula", si disputò nel Sudafrica e anche in Australia dal 1960 al 1975, e il suo dominatore fu il pilota rhodesiano John Love, vincitore di sei titoli. Il secondo, denominato anche "Formula Aurora", ebbe una durata più breve e si disputò in Inghilterra dal 1978 al 1980, e nel 1982.

In 71 stagioni (1950–2020) si sono svolti complessivamente 1035 Gran Premi validi per il titolo, alle quali vanno aggiunte le 367 corse non valide disputate nel periodo 1946–1983. Tra queste ultime, il picco massimo venne raggiunto nei periodi 1946–1957 (soltanto nel 1953 se ne disputarono 30) e 1961–1963 prima di conoscere un lento declino. La più celebre fu la Race of Champions che si correva sul Circuito di Brands Hatch. A causa degli alti costi di gestione, l'ultima corsa si disputò nel 1983. A partire dal 1984 tutte le gare per vetture di Formula 1 sono valide per il titolo mondiale. In totale, i Gran Premi per vetture di Formula 1 regolarmente disputati – validi e non – dal 1950 al 2020 sono 1402.

### I primi anni (1946-1949)

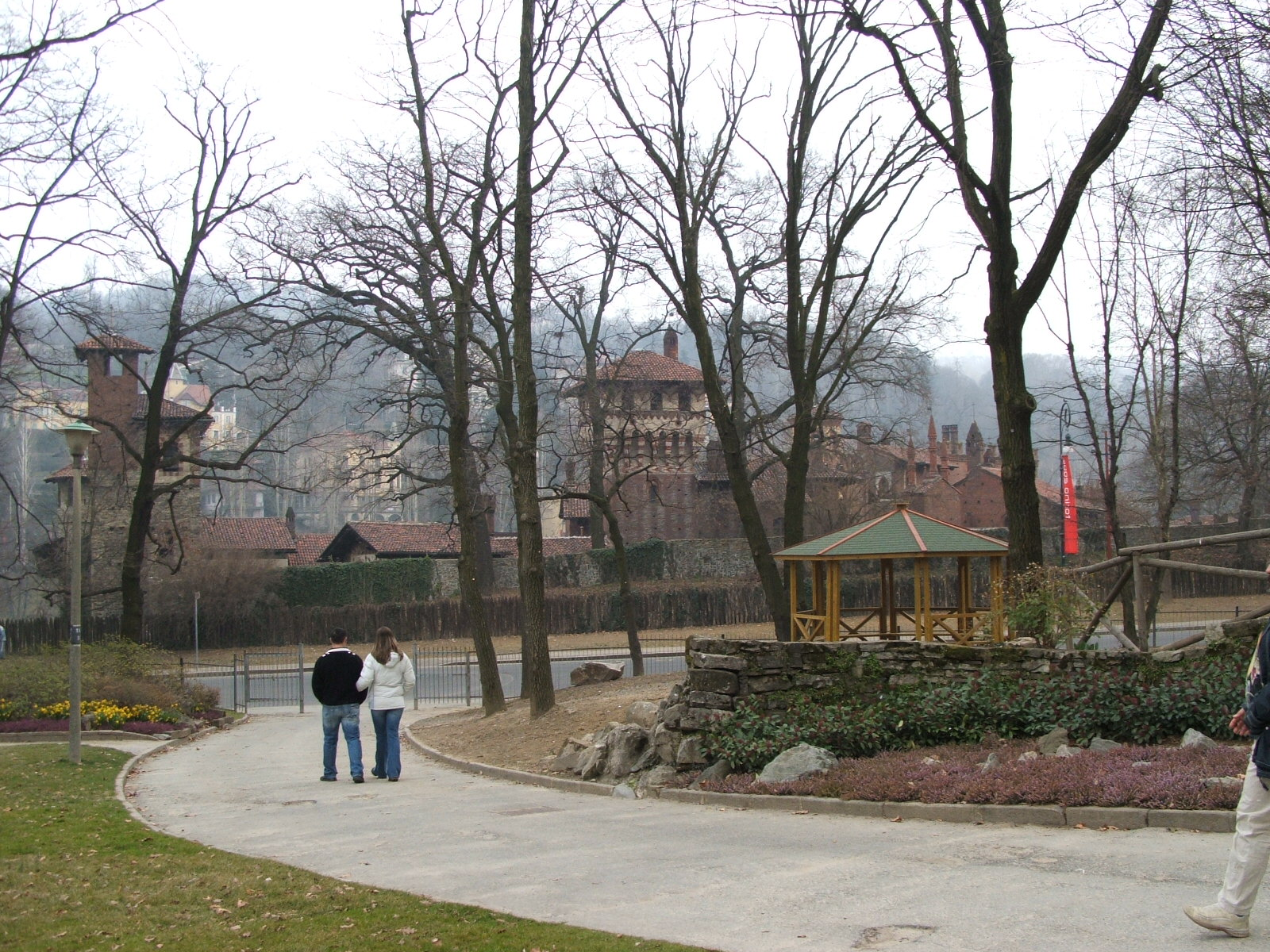
Scorcio del viale di accesso al Borgo Medioevale del Parco del Valentino di Torino. Su un circuito ricavato da queste strade, nel 1946 si disputò la prima gara assoluta per vetture di Formula 1, il Gran Premio di Torino.

La Formula 1 venne creata nel 1946 dalla Commissione Sportiva Internazionale (CSI) della FIA, antecedente della FISA, come la classe più alta di corse automobilistiche per monoposto scoperte dell'automobilismo mondiale. All'inizio era conosciuta come Formula A – denominazione usata attualmente per la categoria più alta del karting – ma ne venne cambiato il nome dopo appena due anni. L'idea di organizzare un campionato mondiale piloti venne formalizzata nel 1947, ma già nel 1939 la vecchia AIACR, con il cambiamento del sistema di punteggio avvenuto nel Campionato Europeo Piloti, stava cominciando a pensare a questa soluzione. Lo scoppio del conflitto bloccò temporaneamente tutti i programmi.
Negli anni '30 il regolamento per le vetture da Grand Prix era invece basato sul peso massimo della vettura, fissato a 750 kg. Non c'erano limiti per quanto riguardava la cilindrata o il tipo di motore. Si sfidavano dunque vetture con motori potentissimi, come nel 1936: propulsori di 3.8 litri (Alfa Romeo), sia di 5.6 litri a V12 (Mercedes) e infine quelli a 6.0 litri della Auto Union. Nel 1938 la cilindrata venne limitata a 3.0 litri. Venne però istituita anche la categoria "vetturette" con motore 1,5 sovralimentato. Tra queste vi era l'Alfa Romeo 158 che dominerà la scena sino al 1951.
Il nuovo regolamento del 1946 prevedeva un nuovo equilibrio per le vetture tra i motori supercompressi e aspirati. Vennero ammessi i tipi di motore aspirato da 4.5 litri, e quello supercompresso da 1.5 litri delle "Voiturette" d'anteguerra.

Gran Premio d'Italia del 1947. Allineati in un momento di pausa quattro assi italiani del volante (da sinistra): Alberto Ascari, Luigi Villoresi, Carlo Felice Trossi e Achille Varzi.

La prima corsa disputata con questi nuovi regolamenti si disputò in Italia, e precisamente a Torino il 1º settembre del 1946, il Gran Premio di Torino, disputato sul Circuito del Valentino – il nome è preso dal Parco del Valentino, dove le vetture correvano sui viali adiacenti al Borgo Medioevale – e venne vinta da Achille Varzi alla guida di una Alfa Romeo 158 detta Alfetta, anche se in realtà le macchine non avevano subito grandi cambiamenti da quelle che avevano corso le stagioni precedenti. Quella di Varzi era stata progettata e costruita prima della guerra.
I Campionati per i Piloti e quello per i Costruttori non vennero immediatamente reintrodotti. Nei primi anni si gareggiavano intorno alle 20 corse, tenute in Europa dalla tarda primavera ai primi di autunno, e l'esempio del circuito cittadino di Torino venne seguito immediatamente, oltre che in Inghilterra, da Milano, Bari, Sanremo, Pescara, Siracusa, Napoli e Modena in Italia; Nizza, Marsiglia, Albi, Pau, Comminges e Parigi in Francia; e infine dal circuito di Chimay in Belgio dove si disputava il Grand Prix des Frontieres.
In particolare il circuito cittadino di Ospedaletti, che ospitò dal 1948 al 1951 il Gran Premio di Sanremo per vetture di Formula 1 e in seguito per altri tipi di vetture, fu l'ultimo dei circuiti stradali cittadini di quel periodo a chiudere i battenti nel 1972. Le vetture più competitive venivano dall'Italia, in particolare l'Alfa Romeo. Nel periodo 1946–1949 si assisteva al tramonto della carriera dei vecchi piloti anteguerra come lo stesso Varzi, Jean-Pierre Wimille e Tazio Nuvolari, mentre piloti come Ascari e Fangio iniziavano a farsi notare.

### Campionato del Mondo Piloti (1950-1957)

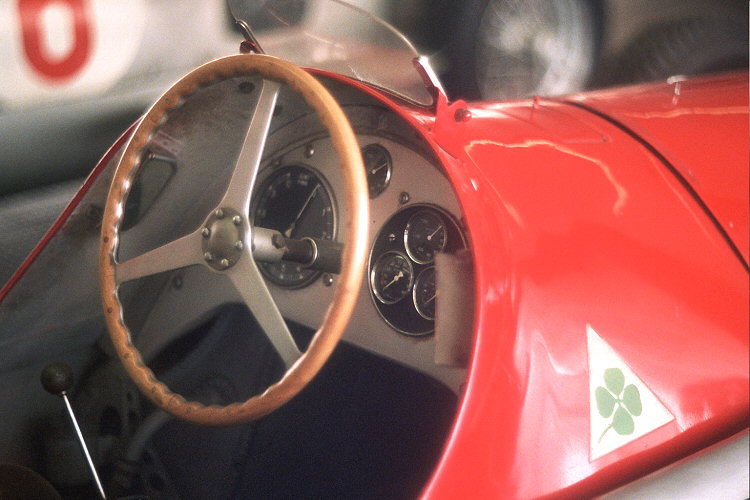
L'abitacolo dell'Alfa Romeo 159 che portò Juan Manuel Fangio al titolo mondiale nel 1951.

Nel 1950, in risposta al Campionato Mondiale di Motociclismo introdotto l'anno precedente, la FIA organizzò il primo vero Campionato del Mondo Piloti.
L'organizzazione del campionato vide scegliere sei dei maggiori Gran Premi in Europa, più la 500 Miglia di Indianapolis, ma pochissimi piloti europei vi presero parte, anche a causa del diverso regolamento tecnico.
In effetti la denominazione "Campionato del mondo Piloti di Formula 1" fu adottata solo nel 1981 e sino al 1960 vi furono, almeno in via teorica, nel calendario gare con diversi regolamenti tecnici, per i Gran Premi e per Indianapolis. Addirittura nel 1952-1953 il campionato piloti si disputò con vetture di Formula 2 (Indianapolis esclusa), mentre le vetture della F.1 ne furono escluse.
Furono tre team italiani ad occupare le posizioni dominanti dei primi anni del campionato, l'Alfa Romeo, quindi la Ferrari, e infine la Maserati. Altre case manufattrici nazionali – come la francese Talbot o la britannica BRM – competono, con successi assai modesti. Un buon numero di vetture private prendevano parte alle gare.
L'Alfa Romeo dominò la concorrenza nella stagione 1950, vincendo tutte le gare di quel campionato con l'"Alfetta" 158 costruita prima della guerra da Enzo Ferrari.
La sola eccezione fu per la 500 Miglia, che faceva parte del campionato ma non correva con le regole della Formula 1 ed era raramente gareggiata dai piloti europei. La corsa non acquisterà mai importanza nel mondo della Formula 1 e uscì dal calendario del campionato dopo il 1960. Nino Farina vinse il campionato inaugurale, Juan Manuel Fangio lo conquistò nel 1951 con la Alfa Romeo 159, un'evoluzione della 158. I motori dell'Alfetta erano estremamente potenti per la capacità delle altre vetture dell'epoca. Nel 1951 il motore della 159 produceva attorno ai 420 cavalli di potenza, ma questo comportava un prezzo da pagare nel consumo eccessivo di benzina, che era stimato dai 125 ai 175 litri per percorrere 100 km. Enzo Ferrari, che gareggiò con l'Alfa Romeo prima della guerra (in pratica la Ferrari era la scuderia ufficiale dell'Alfa Romeo), fu il primo a comprendere che lo sviluppo dei motori con compressore da 1,5 litri era giunto ai suoi limiti. Ogni ulteriore incremento di potenza obbligava a compiere lunghe soste per fare rifornimento di benzina, con conseguente perdita di tempo. Per le ultime gare del 1950 Ferrari abbandonò il modello 125 da 1,5 litri con compressore, ormai da museo, e presentò il nuovo modello 375 con motore V12 aspirato da 4,5 litri. Con un consumo di benzina che si aggirava attorno ai 35 litri per 100 km le 375 offrirono fiera opposizione all'Alfetta fino al termine della stagione 1951. L'Alfa Romeo, allora controllata dallo Stato, decise di ritirarsi dopo il rifiuto del governo italiano di concedere fondi per progettare la nuova vettura. Sorprendentemente, l'Alfa Romeo investì nelle corse budget molto limitati, utilizzando ancora tanto materiale e tecnologie precedenti alla guerra durante queste prime due stagioni. All'istante il team vinse i due campionati usando solo nove motori costruiti negli anni ‘30.
Non fu comunque il ritiro dell'Alfa Romeo a rendere invincibile la Ferrari.
Infatti originariamente era prevista per il 1952 il passaggio ad una sola cilindrata di 2,5 litri senza sovralimentazione, ma fu rinviato al 1954. Poiché però sola la Ferrari era pronta a gareggiare ufficialmente con le vecchie vetture con motori da 4,5 litri, La FIA si trovò in una posizione imbarazzante.
Soltanto la Ferrari era in grado di allestire vetture di Formula 1 competitive. La soluzione adottata fu quella di far disputare il Campionato Mondiale Piloti con le vetture di Formula 2 per due stagioni. Il dominio Ferrari si delineò con la leggera e potente 500 a 4 cilindri guidata dal leggendario pilota italiano Alberto Ascari che fu il primo pilota a vincere due campionati consecutivi nel 1952 e 1953. Le vetture Ferrari di Formula 1 continuarono a gareggiare nelle gare non valide per il campionato e in quelle di Formula Libre corse durante quel periodo, soprattutto nel Sudamerica – non a caso, "Libre" è il termine spagnolo con cui si definisce "Libera" – dove queste corse erano molto popolari.
Ironicamente, durante quel biennio la sola gara del Campionato del Mondo in cui le vetture di Formula 1 erano ammesse era la 500 Miglia. Nel 1952 la Ferrari schierò quattro 375 di Formula 1 con Alberto Ascari come pilota guida, ma con scarso successo: solo Ascari riuscì a qualificarsi (a metà schieramento) e si ritirò ben presto in gara. Non contando la gara di Indianapolis, il Campionato del Mondo si svolse interamente in Europa fino al 1953, quando la stagione si aprì in Argentina. Quella fu la prima corsa ufficiale di Formula 1 a disputarsi fuori dall'Europa.
Va detto che nel 1951, comunque si disputarono molte gare di Formula 1, ma tutte fuori campionato, come il Gran Premio dell'Autodromo di Monza 1951 nel quale Juan Manuel Fangio ebbe un grave incidente.

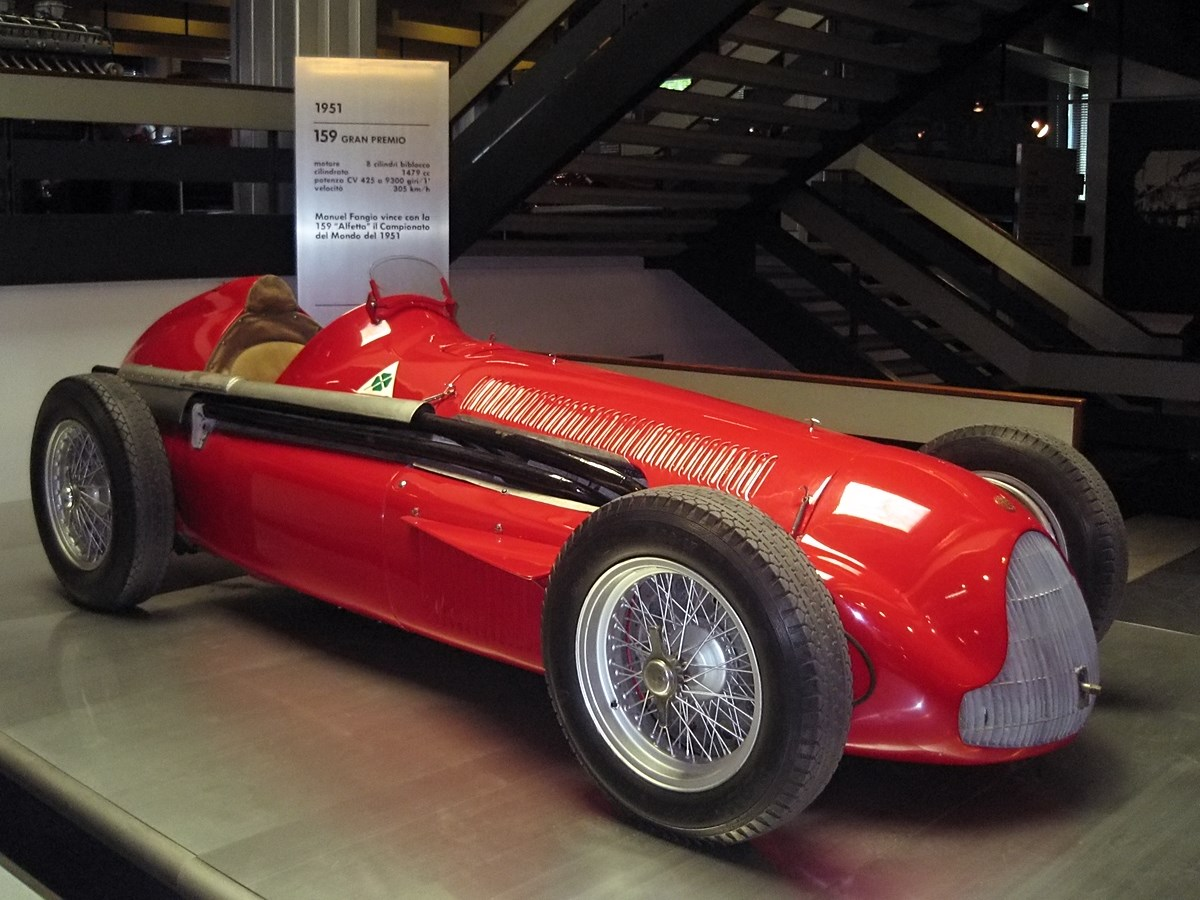
L'Alfa Romeo 158/159 con la quale sono stati vinti i primi di campionati mondiali di Formula Uno, rispettivamente da Nino Farina e Juan Manuel Fangio.

Come previsto, il Campionato del Mondo ritornò al Regolamento di Formula 1 per la stagione 1954, adesso basato sui motori atmosferici a 2,5 litri. Dopo un dominio iniziale della Maserati, l'ingresso della Mercedes-Benz portò ad un dominio assoluto suo e di Fangio (che aveva corso le prime gare del 1954 con la Maserati). A cercare di limitare il dominio erano la Ferrari e la Lancia guidata da Alberto Ascari per la Lancia. Utilizzando valvole desmodromiche, iniezione diretta a benzina, magnesio, ed altre parti piuttosto esotiche come linee del telaio presentate con una forma alquanto allungata e altre tecniche piuttosto avanzate, la nuova Mercedes iniziò la stagione 1954 quando Fangio partì dalla pole position nel Gran Premio di Francia svolto sul circuito stradale di Reims-Gueux con il primo giro percorso a una velocità di oltre 200 km/h – fu la prima volta nella storia della Formula 1 – prima di vincere la corsa, Fangio ingaggiò un duello con l'altro pilota della Mercedes Karl Kling, giunto in seconda posizione.
Le vetture Mercedes affrontarono le due stagioni seguenti con Fangio che si aggiudicò tutte le gare lasciando agli altri piloti soltanto tre corse. Alla fine della stagione 1955 la Mercedes si ritirò dalle gare nello stesso modo fulmineo com'era entrata. Avevano provato la superiorità della loro tecnologia, ma fu il terribile disastro di una delle sue vetture sport, guidata da Pierre Levegh alla 24 Ore di Le Mans di quell'anno, che provocò il decesso di 83 persone, a comportare il ritiro dalle competizioni. La casa tedesca resterà lontano dalla Formula 1 fino al termine della stagione 1993. Dopo la tragedia di Le Mans, lo sport automobilistico ne uscì totalmente sconvolto: tre Gran Premi ancora da disputarsi vennero immediatamente cancellati e il governo svizzero annunciò il bando totale alle corse automobilistiche disputate sul proprio territorio nazionale, tuttora in vigore – a riprova, il Gran Premio di Svizzera 1982 fu disputato in Francia, a Digione.
Il Gran Premio di Monaco 1955 vide uno spettacolare incidente quando Ascari e la sua Lancia, dopo aver mancato una chicane, si schiantarono contro il molo. Ascari viene sbalzato fuori dalla vettura e cadde in acqua, vivo e apparentemente senza danni. Vi furono varie speculazioni attorno a una emorragia interna non riscontrata quando appena quattro giorni dopo Ascari rimase ucciso a Monza mentre effettuava alcuni test su una vettura Ferrari sport affidatagli dall'amico Eugenio Castellotti. Dopo la morte di Ascari, la Lancia (alle prese con gravi problemi finanziari) si ritirò definitivamente dalla categoria cedendo motori, vetture, informazioni e tecnologia alla Ferrari, compreso il progettista Vittorio Jano, che con Ferrari aveva lavorato negli anni '30 con L'Alfa Romeo.
Così nel 1956 la Ferrari si schierò con la "D50" Lancia, chiamata "Lancia-Ferrari" in un connubio che si ripresenterà, negli anni 70-80 quando le due aziende finiranno nell'orbita FIAT con la Lancia Stratos con motore Ferrari e la Lancia LC2 nel mondiale sport.
La stagione 1956 vide Fangio fare buon uso della Ferrari – nata in casa della Lancia – per vincere il suo quarto campionato. Lasciata la Ferrari, colse il quinto guidando una Maserati, nella stagione 1957, stabilendo un record che resterà imbattuto per 46 anni.

### La rivoluzione del motore posteriore (1958-1961)

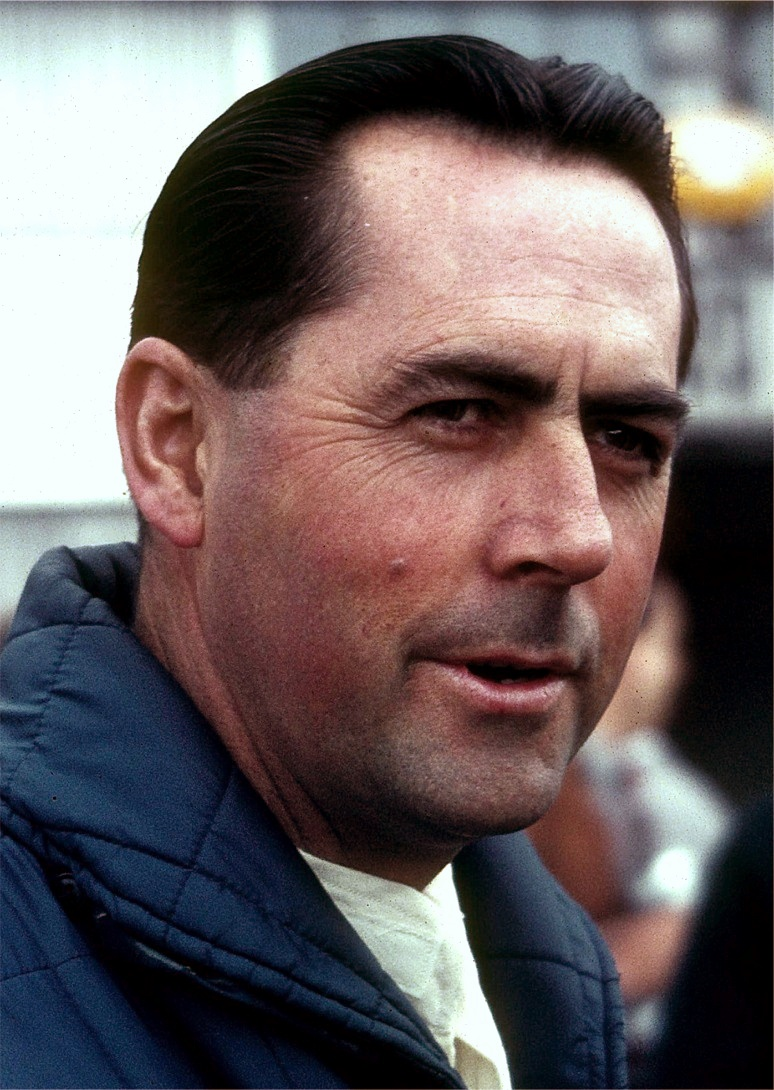
L'australiano Jack Brabham fu il terzo pilota, dopo Alberto Ascari e Fangio, a vincere due titoli di fila nel 1959 e 1960.

Nonostante la configurazione base della formula rimanga invariata per il 1958, le gare furono accorciate dai circa 500 km / 300 miglia ai 300 km / 200 miglia e le macchine usarono un particolare tipo di benzina composto da vari tipi di miscele il cui componente primario era il metanolo.
Con il declino di Fangio (che si ritirerà durante l'anno), Mike Hawthorn alla guida della Ferrari conquistò il titolo piloti nella stagione 1958 diventando così il primo pilota inglese a vincere il titolo. La scuderia britannica Vanwall conquistò il primo titolo riservato ai costruttori in quella stagione, ma non riuscì a coronare le sue aspirazioni di portare un pilota inglese al titolo iridato. Stirling Moss, nonostante avesse totalizzato un numero maggiore di vittorie rispetto ad Hawthorn, perse il titolo per un solo punto (Hawthorn sfruttò il regolamento dell'epoca che premiava con un punto chi faceva il giro più veloce in gara). Questa annata vide anche una donna guidare per la prima volta una Formula 1 in una gara di campionato, Maria Teresa de Filippis che debuttò guidando da privata una Maserati nel Gran Premio del Belgio..
Il 1958 fu un anno cruciale per la Formula 1. Contro una piccola pattuglia di Ferrari e Maserati (ritiratasi ufficialmente nella stagione precedente), Stirling Moss vinse il Gran Premio d'Argentina guidando una vettura a motore centrale Cooper per conto della scuderia privata di Rob Walker, spinta da un motore 2 litri fornito dalla Coventry Climax a 4 cilindri. Questa fu la prima vittoria per una vettura col motore posizionato dietro al pilota in Formula 1. Il successivo Gran Premio a Montecarlo venne vinto ugualmente dalla Cooper, guidata questa volta da Maurice Trintignant. Spinte da motori di minore cilindrata, le Cooper rimasero outsiders nel 1958, ma nel 1959, arrivarono i nuovi motori da 2.5 litri della Coventry Climax e le piccole vetture britanniche passarono a dominare la Formula 1. La stagione 1959 vide una competizione serrata tra la scuderia Cooper dell'australiano Jack Brabham, e Moss che correva per il team di Rob Walker sempre su Cooper. L'uso della trasmissione della Citroën Traction Avant modificata, rappresentò il tallone d'achille per le Cooper, e Walker tornò a un progetto casalingo che però risultò totalmente incompatibile con le altre componenti della vettura e Brabham vinse il titolo, con Moss piazzato secondo.
La stagione 1960 vide Enzo Ferrari adottare il più collaudato schema a motore anteriore, in base al principio "i cavalli stanno davanti al carro, non dietro", mentre Lotus e BRM introdussero le macchine a motore centrale. Il team di Rob Walker passò al telaio della Lotus 18. Moss portò la Lotus alla sua prima vittoria in Formula 1 a Monaco, ma la sua stagione venne rovinata da un incidente e Brabham conquistò il suo secondo titolo con la Cooper.
La rivoluzione del motore centrale rese obsolete altre potenziali vetture dal progetto rivoluzionario. Un particolare sistema di trazione che agiva in contemporanea sulle quattro ruote motrici denominato "4WD" (four wheels drive) venne impiantato sulla Ferguson P99 a motore anteriore fornito dalla Coventry Climax per la disputa del Gran Premio di Gran Bretagna del 1961, vincendo inoltre la Oulton Park Gold Cup, gara non valida per il campionato, ma era troppo pesante e complessa per essere comparata alla nuova generazione delle vetture a motore centrale.
Nel 1961, nel tentativo di diminuire le velocità, per le macchine di Formula 1 la cilindrata fu ridotta da 2.5 a 1.5 litri, non sovralimentati (essenzialmente le allora vigenti regole per la Formula 2), una formula che rimarrà invariata nei successivi cinque anni. Ferrari aveva iniziato la stagione con le collaudate vetture V6 a 65º di Formula 2 con motore centrale, schierando poi nel corso della stagione un V6 a 120º ad iniezione diretta. Questo segnò il dominio della Ferrari nella stagione 1961 quando i team britannici furono sconfitti dalla maggior potenza del motore italiano. Phil Hill divenne il primo pilota statunitense ad aggiudicarsi il titolo mondiale.
Nei primi due decenni, negli anni cinquanta e sessanta, il Campionato del Mondo di Formula 1 era solo all'inizio, la punta di un iceberg se consideriamo tutte le gare disputate successivamente sotto il Regolamento di Formula 1. Il numero totale di corse non valide non era variato dall'introduzione del campionato mondiale. Molte gare celebri, come i Gran Premi di Pau e di Siracusa, il BRDC International Trophy di Silverstone, la Race of Champions di Brands Hatch e la citata Oulton Park Gold Cup, continuarono a non far parte del Campionato del Mondo, ma furono per molti anni terreno di competizione per molti piloti e scuderie di gran nome.

### Emergono le tecnologie (1962-1967)

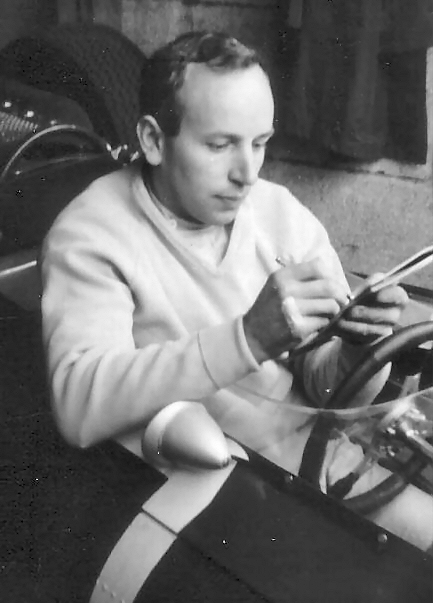
John Surtees nell'abitacolo della sua Ferrari 158 durante il Gran Premio di Gran Bretagna 1964: con la vittoria iridata conseguita quell'anno, Surtees è tuttora l'unico pilota nella storia dei motori ad aver conquistato il titolo mondiale sia a due che a quattro ruote.

Nel 1962, la squadra Lotus mise in pista la Lotus 25 spinta dal nuovo motore della Coventry-Climax FWMV V8. L'automobile era dotata di un telaio composto dalla monoscocca in alluminio. Questo rappresentò un notevole passo in avanti tecnologico dalla introduzione del motore centrale, ma il loro inizio non fu soddisfacente. Jim Clark finì secondo in quella stagione lasciando il titolo a Graham Hill e la sua nuova BRM V8 con il motore detto "a canne d'organo" in quanto gli scarichi erano 4 corti terminali (per ciascuna bancata) simili alle canne di un organo.
Non appena la vettura e motore divennero affidabili, iniziò l'era della Lotus e di Clark. Jim vinse il titolo per due volte in tre anni, nel 1963 e nel 1965, l'unico caso nella storia di un pilota che si aggiudica il campionato di F1 e la 500 Miglia nello stesso anno. Per la 1964 la Lotus introdusse la nuova Lotus 33 e la Ferrari fece un notevole sforzo finanziario e tecnologico per vincere il titolo. La Ferrari provò tre motori differenti durante la stagione — il già esistente V6, il V8 ed il 12 cilindri "piatto" — mentre la Lotus stava lottando con i problemi di gioventù della nuova vettura. I titoli andarono a John Surtees e alla Ferrari. Il mondiale di Surtees è passato alla storia, considerato che fu il solo pilota a conquistare Campionati Mondiali nell'automobilismo e nel motociclismo. Il Gran Premio del Messico del 1965 fu l'ultima gara delle Formula 1 da 1.5 litri, e vide Richie Ginther dare alla Honda la sua prima vittoria al termine di un'annata che, sotto tanti aspetti, fu estremamente deludente per la debuttante scuderia giapponese.
La stagione 1966 vide un "Ritorno di Potenza" in Formula 1, dato che cambiarono le regole per i motori ancora una volta, ammettendo motori di 3.0 litri aspirati, o 1.5 litri sovralimentati. Il 1966 fu anno di transizione per molte scuderie, che iniziarono la stagione con motori 1.5 litri che con l'aumento della corsa del pistone riuscivano a raggiungere i 2.2 litri di cilindrata, oppure ripescando i vecchi motori 2,5 litri con cilindrata elevata a 2,7 secondo il regolamento della Tasman cup.
La Ferrari era grande favorita con una versione di 3 litri V12 derivato da quello della Ferrari 275P (vettura sport ampiamente testata), ma quei motori nati sulle vetture per gare di durata erano poco potenti e le vetture pesanti (circa 600 kg); un V6 di 2.4 litri derivati dalla Dino F1 del 1958/1960 mantenne qualche promessa (Bandini 2º a Montecarlo), ma Surtees lasciò la squadra a metà stagione dopo una disputa con il team manager Dragoni. Grandi problemi vennero anche dagli pneumatici: la Ferrari all'inizio del 1966 era l'unica scuderia ad aver progettato una vera F1 di 3000 cm³, mentre le gomme non erano ancora in grado di sopportare le sollecitazioni dovute al raddoppio di cilindrata e coppia.
La Coventry-Climax, fornitrice principale di gran parte dei competitori, si ritirò dal mondo dello sport lasciando squadre come la Lotus in difficoltà con le versioni allargate di quei motori obsoleti. La Cooper passò allo sviluppo di un altro obsoleto Maserati V12 originariamente progettato per la Maserati 250 F negli ultimi anni '50, mentre la BRM effettuò la scelta di progettare un pesante e complesso motore H-16.
Il grande vincitore fu Jack Brabham, di cui la squadra omonima Brabham Racing Organisation aveva conquistato la vittoria nei costruttori per due anni di fila con il V8 di derivazione Oldsmobile della Repco e il telaio semplice ed efficace. Con le due sole valvole per cilindro e non più di 330 cavalli di potenza, il motore Repco era di gran lunga meno potente della concorrenza tra i nuovi motori da 3 litri ma diversamente dagli altri era leggero, sicuro e affidabile fin dalla partenza delle nuove regole. Inoltre le Brabham erano le monoposto di gran lunga più leggere tra nuove le 3.0 litri.
Il 1966 fu l'anno di Jack Brabham, l'unico a trionfare contemporaneamente sia come pilota che come proprietario di scuderia, mentre nel 1967 toccò al suo compagno di squadra, il neozelandese Denny Hulme, al quale Brabham affidò la seconda vettura del team.

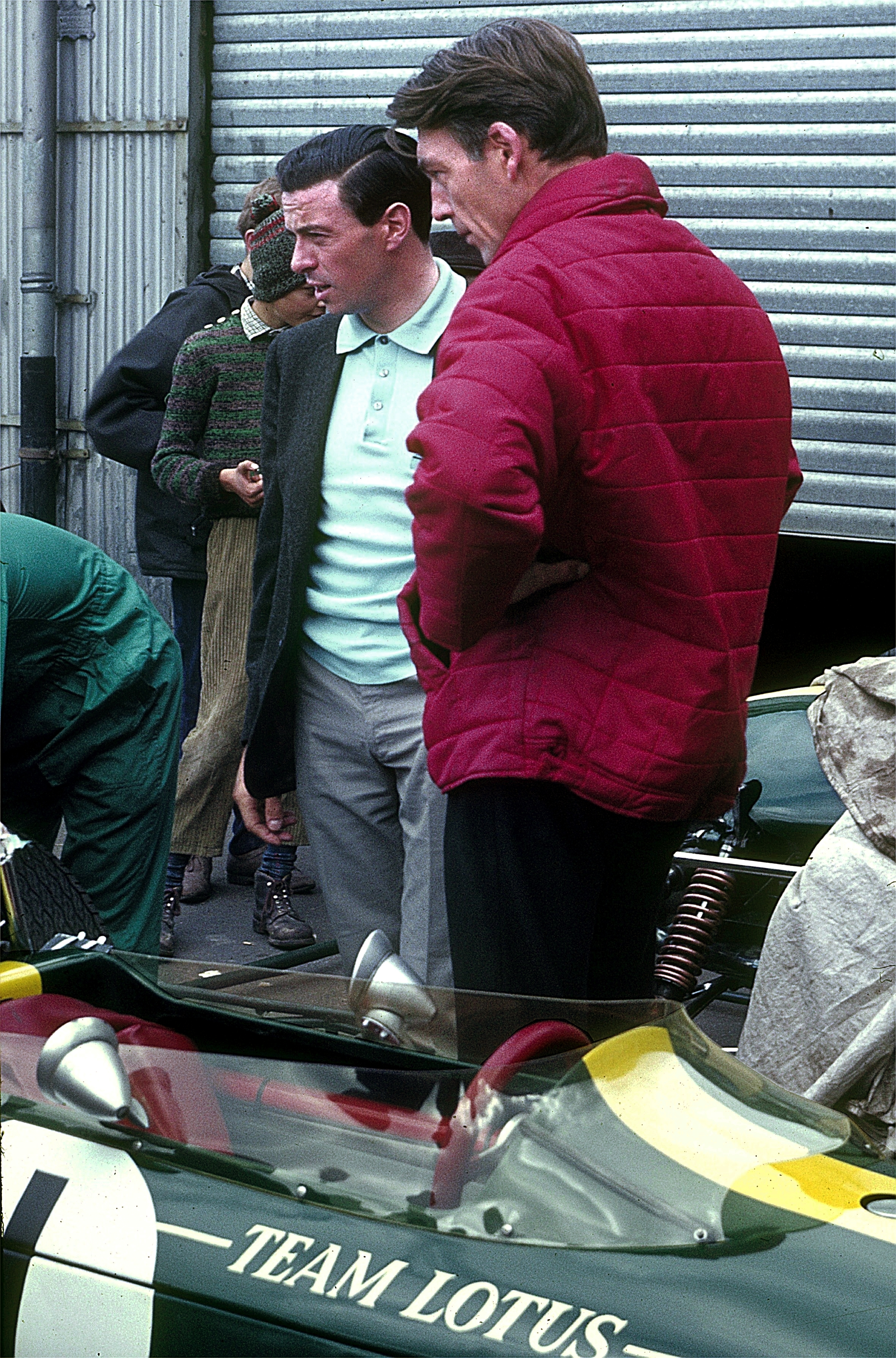
Jim Clark, a sinistra, durante il Gran Premio di Germania del 1966. Lanciato da Colin Chapman, fu l'unico a vincere il mondiale in F1 e la 500 Miglia di Indianapolis nello stesso anno, il 1965.

Nel 1967 la Lotus introdusse la Lotus 49, spinta dal Ford-Cosworth DFV V8, motore che dominò la Formula 1 per i successivi 15 anni. Come il Repco, il Cosworth era leggero e compatto ma era un autentico motore da corsa con l'uso di 4 valvole per cilindro e testate bialbero e garantiva molta più potenza. La Cosworth aveva puntato ai 400 cavalli di potenza che il motore aveva addirittura dimostrato di superare nelle prime prove. Il motore DFV era stato progettato per essere portante (una idea pionieristica la ebbe la Lancia con il modello D50). Questo permise a Chapman di progettare una monoscocca che terminava subito dopo il sedile del pilota mentre la Brabham usava una struttura tubolare molto classica che sosteneva motore, la scatola del cambio e le sospensioni posteriori. Il neonato DFV soffrì di guasti frequenti dovuti alle vibrazioni eccessive dell'albero motore, costringendo Keith Duckworth a riprogettare molte parti e permettendo a Hulme di vincere la corona mondiale piloti grazie a una maggiore affidabilità del suo V8 Repco.
Il 1967 vide anche risultati lusinghieri dal pilota rhodesiano John Love con un Cooper-Climax da 2.7 litri a quattro cilindri; Love, che era sui quarant'anni, anche se era visto come uno dei piloti più forti del Sudafrica non era una stella, conducendo in testa e piazzandosi secondo nel Gran Premio del Sudafrica di quell'anno. La Cooper di Love era originariamente progettata per le gare più brevi della Coppa Tasmania; per disputare un Gran Premio di durata maggiore Love aggiunse due serbatoi di benzina ausiliari. Sfortunatamente, quei serbatoi di benzina si guastarono e lo costrinsero al rifornimento dopo aver condotto in testa gran parte della gara.
John Love era il re incontrastato del campionato nazionale del Sudafrica per vetture di Formula 1, disputato dal 1960 al 1975, aggiudicandosi il titolo piloti sei volte negli anni '60. Le vetture da competizione per quella serie si erano ritirate dal campionato mondiale anche se esisteva una dura selezione di macchine costruite localmente o modificate. I piloti da competizione in quella serie gareggiavano normalmente le gare locali e il campionato del mondo, naturalmente solo qualche evento occasionale disputato in Europa, anche se a quei livelli riuscivano a ottenere soltanto piccoli successi.
Nei tardi anni '60, le gare "d'oltremare" fuori dall'Europa costituivano almeno un terzo dei gran premi di ogni anno. Il culmine della stagione rimaneva nel vecchio continente, dove le gare si disputavano nella tarda primavera e in estate, mentre le gare al di fuori del continente europeo cadevano usualmente all'inizio o alla fine della stagione, un modello che si è protratto fino ai nostri giorni. C'era inoltre un buon numero di gare non valide per il titolo mondiale disputate fuori dall'Europa, e il Gran Premio del Sudafrica, insieme alle gare in Australia, era occasionalmente una di queste.

### Arrivano le sponsorizzazioni (1968-1973)

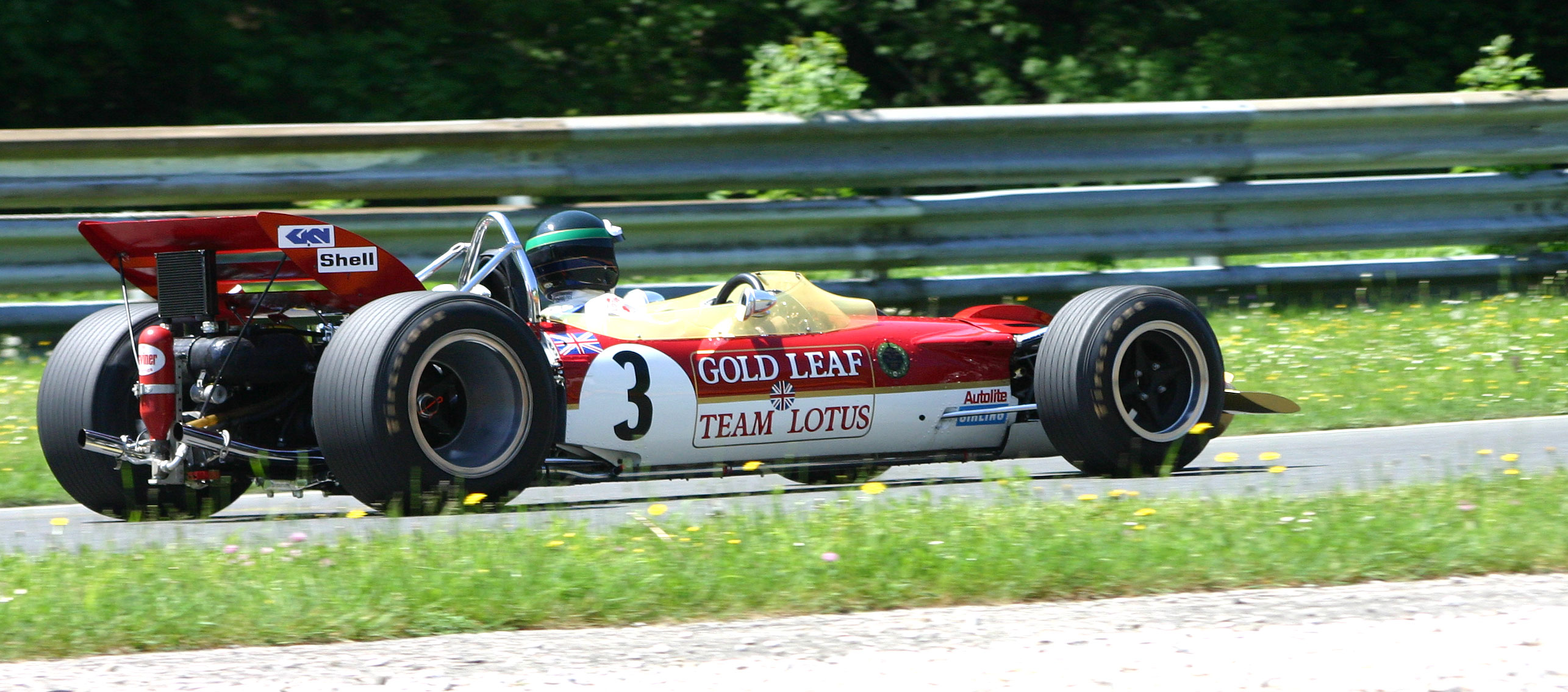
La Lotus 49C durante una gara esibizione nel 2005. Da notare la livrea della vettura, rossa oro e bianca dello sponsor. In seguito divenne nera.

Per il 1968 la Lotus perse i diritti esclusivi nell'uso della DFV. La McLaren costruì una vettura potenziata con il DFV e nuove scuderie entrano in scena con Ken Tyrrell fondatore di una sua propria, la Tyrrell usando le Matra-Ford con l'ex pilota della BRM Jackie Stewart come prima guida. Clark vinse la sua ultima gara nel primo giorno dell'anno, all'apertura di quella stagione, il Gran Premio del Sudafrica del 1968. Il 7 aprile 1968 il due volte campione del mondo rimase ucciso a Hockenheim durante lo svolgimento di una gara della Formula 2 non valida per il campionato europeo di categoria.
Quell'anno vide inoltre due innovazioni significative. Il primo fu la liberalizzazione delle sponsorizzazioni che la FIA decise di consentire dopo il ritiro dei supporti alle scuderie. Ciascuna vettura poteva apporre scritta e colorazione diversi dai colori nazionali. Nel maggio la Lotus, prima del Gran Premio di Spagna si presentò a Jarama soppiantando il tradizionale colore nazionale britannico verde nella livrea rossa, oro e bianca della marca Gold Leaf della Imperial Tobacco. La seconda innovazione fu l'introduzione degli alettoni che fino a quel momento si erano visti soltanto sulle vetture di Endurance e della serie CanAm della Chaparral. Colin Chapman iniziò ad affilare le armi di gara con modesti ali anteriori e uno spoiler sulla Lotus 49B di Graham Hill a Monaco. Brabham e Ferrari sono andati meglio al Gran Premio del Belgio con ali di grande ampiezza montati su un vano alto sopra il pilota. La Lotus rispose con ali anch'esse grandi, collegate direttamente alla sospensione posteriore. Brabham e Matra produssero un'ala anteriore montata e collegata alla sospensione anteriore. Alla fine di quella stagione la maggior parte delle vetture utilizzavano alettoni mobili con diversi sistemi di controllo. Ci furono diversi tipi di alettoni, a forma di spunzoni, e persino quelli sprofondati in entrambe le sospensioni. La Lotus si aggiudicò entrambi i titoli nel 1968 con Graham Hill, con Stewart classificato secondo.

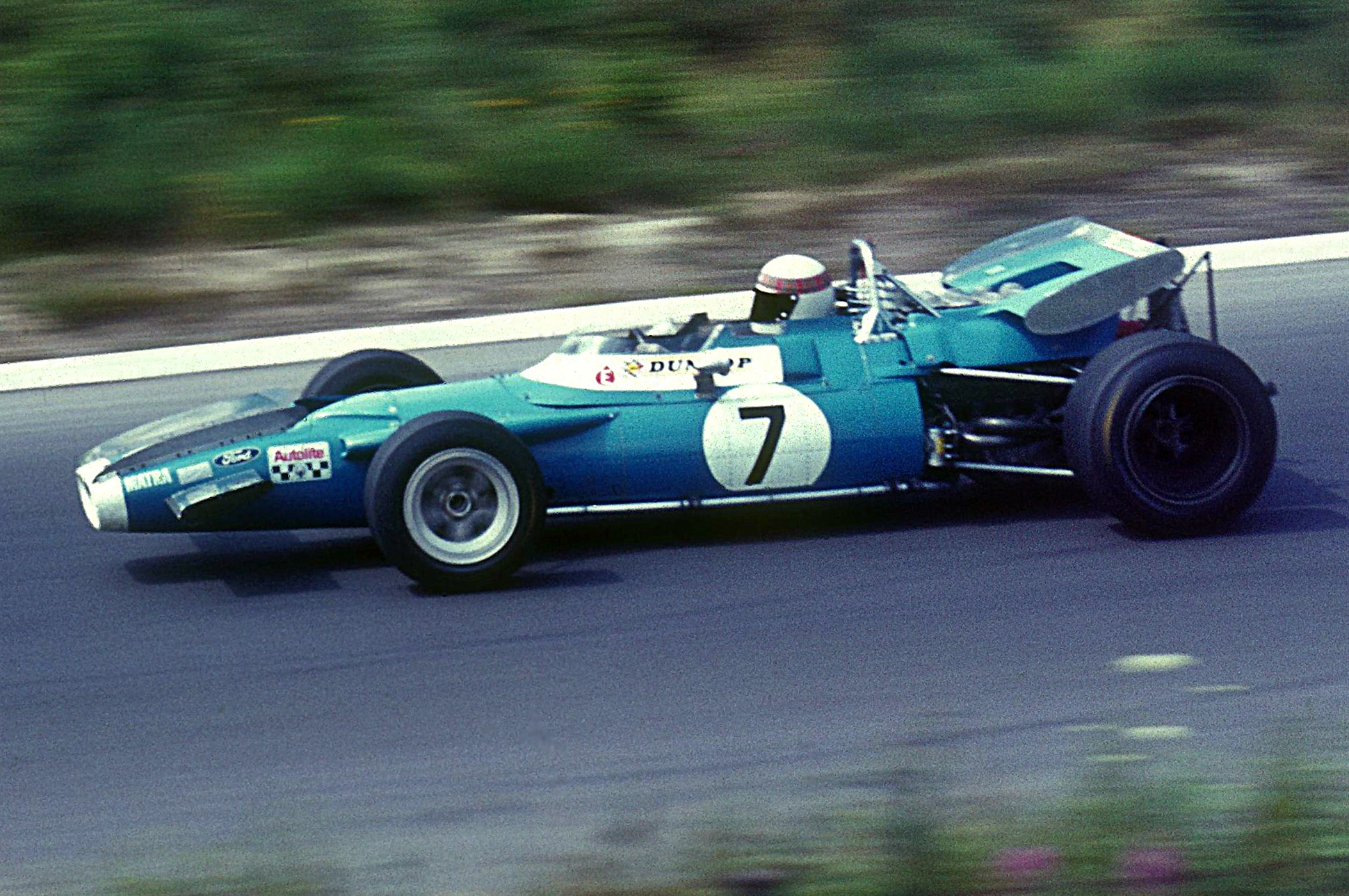
Jackie Stewart al volante della Matra–Ford nel Gran Premio di Germania del 1969. La scuderia francese vinse il titolo mondiale utilizzando una tecnologia innovativa ispirata all'aeronautica.

La vettura Matra del 1968 fu la più innovativa per l'uso strutturale dei serbatoi di benzina ispirati all'aeronautica, ma la FIA decise di vietare tale tecnologia per il 1970. Per il 1969 la Matra prese la decisione radicale di entrare come scuderia e costruire una nuova macchina usando la struttura del serbatoio del team Tyrrell, nonostante questa soluzione valesse per una singola stagione. La stagione 1969 partì con vetture che usavano ali larghe e più sofisticate dell'annata precedente. Quando la Lotus, al Gran Premio di Spagna, ruppe il fissaggio degli spunzoni ai quali gli alettoni erano fissati, la FIA constatò la loro grande pericolosità e li vietò dalla gara successiva di Monaco. Vennero reintrodotti nel seguito della stagione ma con restrizioni in dimensioni e altezza, fissate direttamente al telaio in una posizione solida e ben definita. La questione della sicurezza cominciò a diventare importante in Formula 1 e il Gran Premio del Belgio a Spa rischiò di non svolgersi a causa della minaccia dei piloti di boicottare il circuito se non fossero state aggiornate misure di sicurezza così come da loro richiesto. Jackie Stewart vinse facilmente il titolo del 1969 con la nuova Matra MS80, un successo spettacolare per un costruttore e una squadra che erano entrati soltanto l'anno precedente in Formula 1. Sarà questo il solo titolo vinto da un telaio costruito in Francia, e bisognerà aspettare 36 anni per vedere un altro costruttore francese (ma sempre con base della scuderia in Gran Bretagna) conquistare il titolo. Il 1969 vide inoltre un breve ritorno di interesse nel sistema di trasmissione sulle quattro ruote motrici, il four wheels drive, con il record di quattro vetture equipaggiate con quel sistema schierate al Gran Premio di Gran Bretagna. Johnny Servoz-Gavin fu il solo pilota che prese punti con il 4WD, terminando in sesta posizione con la Matra MS84 al Gran Premio del Canada, anche se la trasmissione alle ruote anteriori era materialmente disconnessa. Gli pneumatici larghi e le forze che spingevano la vettura verso il basso erano risultate migliori per l'aumento del grip aerodinamico, e questa tecnologia venne praticamente abbandonata. Jacky Ickx si piazzò al secondo posto nel campionato su una Brabham diventata ancora competitiva dopo l'abbandono dei motori Repco a favore di quelli DFV.

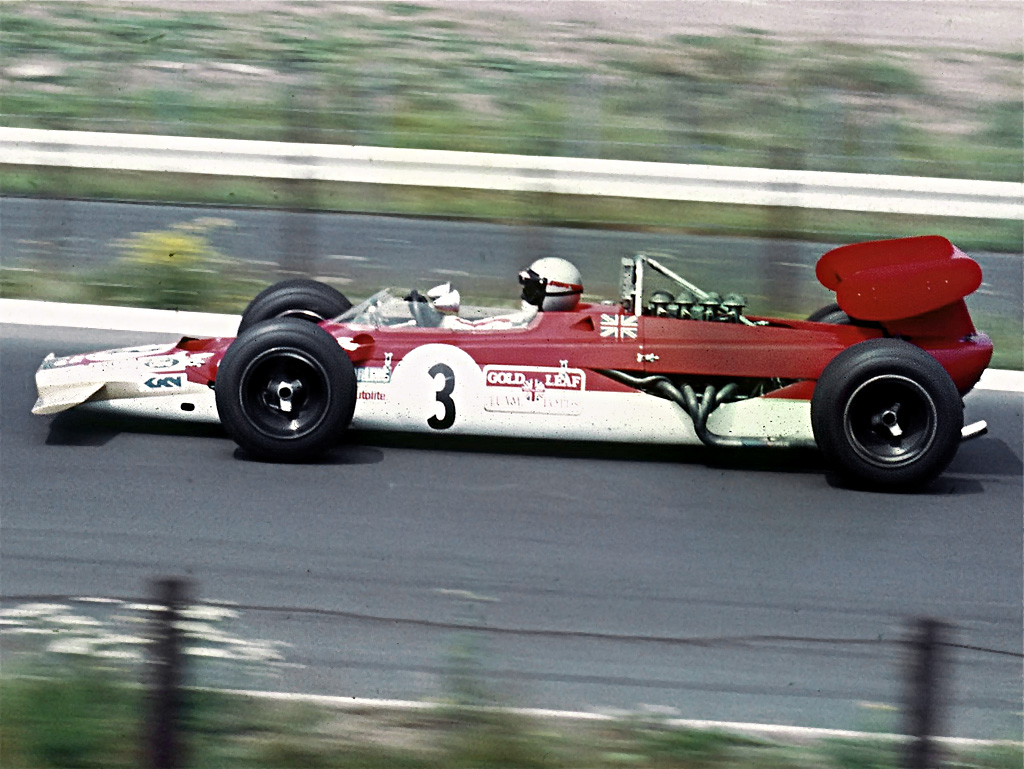
Mario Andretti guida la sua Lotus. Il pilota italo-americano vinse Daytona 500 e Indianapolis negli anni '60, il mondiale di F1 e Indycar nel 1978, tenendo inoltre a battesimo due generazioni familiari con il figlio Michael e il nipote Marco.

Per la stagione 1970 la Tyrrell, dopo alcune prove, rifiutò di utilizzare i motori Matra V12 e ruppe il sodalizio, passando a telai March, prima di diventare costruttore.. La Matra era diventata una filiale della Chrysler e la Tyrrell derivava molto dei relativi innesti dalla Ford e dalla Elf (associata con la Renault) la collaborazione terminò. Ken Tyrrell acquistò il telaio 701 della March come soluzione provvisoria in vista di sviluppare la nuova vettura per la stagione successiva. La nuova Lotus 72 a cuneo era una macchina molto innovatrice, caratterizzata dalla flessibilità delle sospensioni, barra del fascio di torsione, radiatori montati posteriormente, freni anteriori interni e l'ala posteriore sporgente. I problemi originari della 72 erano dovuti alle sospensioni, ma una volta risolti la vettura dimostrò la sua superiorità e la nuova prima guida della Lotus, l'austriaco Jochen Rindt, dominò il campionato prima di morire a Monza a causa dell'improvvisa rottura dell'albero del freno prima di affrontare la Parabolica durante la sessione di qualifiche. Fu l'unico a conquistare il titolo postumo per la Lotus. Il 1970 vide l'introduzione delle gomme slick dalla Goodyear.
Dopo la morte di Rindt la scuderia Lotus ebbe una stagione 1971 alquanto interlocutoria con i suoi due nuovi e inesperti piloti, Emerson Fittipaldi and Reine Wisell. La squadra spese gran parte del tempo sperimentando una vettura potenziata da un motore a gas turbina e ancora con il sistema di trasmissione sulle quattro ruote motrici. Dopo il ritiro di Jack Brabham, il suo vecchio team – la Brabham Racing Organisation – andò incontro a un rapido declino. Usando il proprio telaio largamente ispirato a quello della Matra MS80 ma più convenzionale, la Tyrrell e Jackie Stewart raggiungono facilmente il successo in entrambi i campionati.
Con un telaio perfezionato sulla 72, adesso colorato di nero e oro per una nuova sponsorizzazione, la John Player Special, la Lotus conquistò il titolo nella stagione 1972 con la sorpresa ventiseienne del pilota brasiliano Emerson Fittipaldi che divenne il campione del mondo più giovane, stabilendo un record battuto solamente 33 anni dopo. Stewart si piazzò al secondo posto in classifica, ma la sua stagione venne compromessa da un'ulcera allo stomaco.
Nella stagione 1973, i due piloti della Lotus, Fittipaldi e Ronnie Peterson gareggiarono contro la Tyrrell di Stewart supportata da François Cevert. In quell'annata Stewart vinse il titolo piloti, ma durante la gara finale della stagione, il Gran Premio degli Stati Uniti a Watkins Glen, Cevert uscì di pista durante le qualifiche del sabato rimanendo ucciso all'istante. Stewart e la Tyrrell si ritirarono dalla gara consegnando di fatto il titolo costruttori alla Lotus. Alla fine della stagione Stewart rese pubblica la decisione di ritirarsi, una decisione presa già prima di quel Gran Premio.
La McLaren terminò la stagione 1973 con tre vittorie e diverse pole position, completando il recupero dalla morte del suo fondatore. La personale interpretazione della McLaren sulla concezione del telaio della Lotus 72, la M23 venne considerata il miglior progetto messo in campo. Fittipaldi colse l'occasione di lasciare la Lotus per la McLaren che gli offrì il posto migliore dopo che Chapman si era rifiutato di concederlo.

### Ferrari e McLaren al vertice (1974-1977)

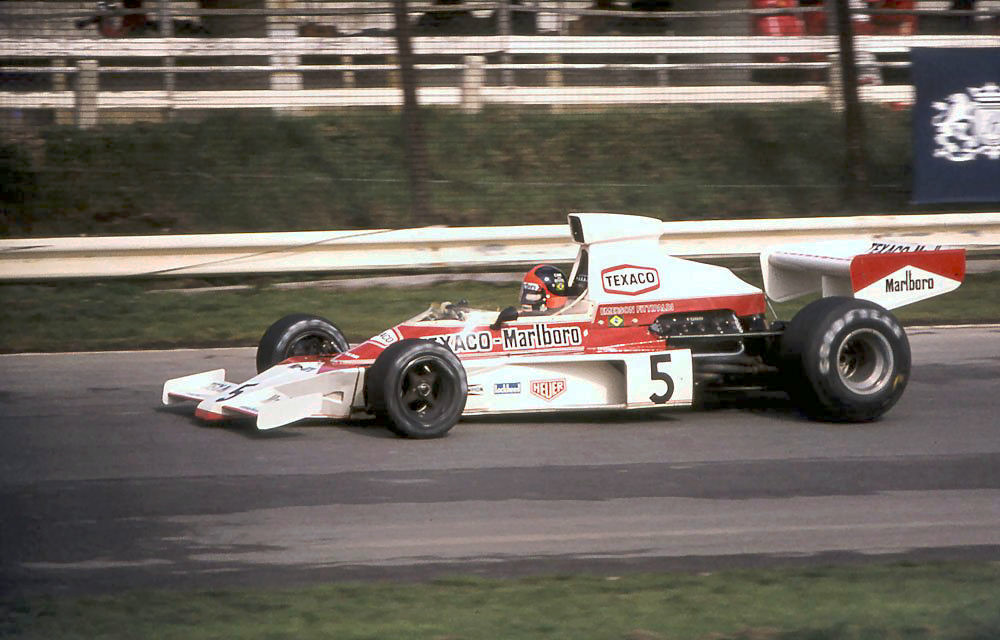
Emerson Fittipaldi guida la McLaren al Gran Premio di Gran Bretagna del 1974. Il pilota brasiliano per 33 anni ha detenuto il record di Campione del Mondo più giovane.

La stagione 1974 vedeva favoriti nelle previsioni la McLaren e Fittipaldi, ma era un risultato chiuso prima del previsto. La Ferrari si riprese dalla misera stagione 1973 con le sue prime vere vetture a monoscocca, la 312 B3 potenziata flat-12 e guidata dal giovane austriaco Niki Lauda e l'esperto pilota italo-svizzero Clay Regazzoni. Malgrado il guasto della nuova Lotus 76, Peterson è riuscito a vincere gare con la 72 vecchia di quattro anni. Il pilota argentino della Brabham Carlos Reutemann fu altrettanto abile a vincere con la nuova BT44 e il giovane talento sudafricano Jody Scheckter finì molte corse a punti, inclusa la vittoria nel Gran Premio di Svezia ad Anderstorp con la M23 somigliante alla Tyrrell 007. La stagione e le speranze di Lauda si incrinarono dopo un incidente al primo giro del Gran Premio di Germania. Soltanto l'ultima corsa della stagione decise il titolo piloti tra Fittipaldi, Regazzoni e Scheckter.
In quest'annata le innovazioni vennero introdotte dalle Lotus 49 e 72 che cambiarono il disegno della macchina. Il motore completamente sollecitato e sospensioni variabili flessibili erano ora la norma, la maggior parte delle vetture avevano la carrozzeria a forma di cuneo e le prese d'aria erano piazzate sopra le teste dei piloti. La principale innovazione di questo periodo venne introdotta nel 1975, quando è comparsa la Ferrari 312T con la scatola del cambio trasversale per distribuire meglio il peso della vettura.
Le rosse vinsero tre titoli costruttori consecutivi nel 1975, 1976, e nel 1977. Lauda conquistò con relativa facilità il suo primo titolo piloti nel 1975. La più grande sorpresa della stagione fu la piccola scuderia Hesketh che vinse il Gran Premio d'Olanda con James Hunt. Malgrado schierasse soltanto una macchina rifiutando qualsiasi sponsorizzazione il team finì al 4º posto nella classifica costruttori. L'anno vide inoltre Lella Lombardi conquistare mezzo punto terminando al 6º posto nel Gran Premio di Spagna in una gara funestata dalla morte di quattro spettatori centrati in pieno dalla Lola di Rolf Stommelen e quindi interrotta. Fu l'unica donna a prendere punti in un Gran Premio di Formula 1.

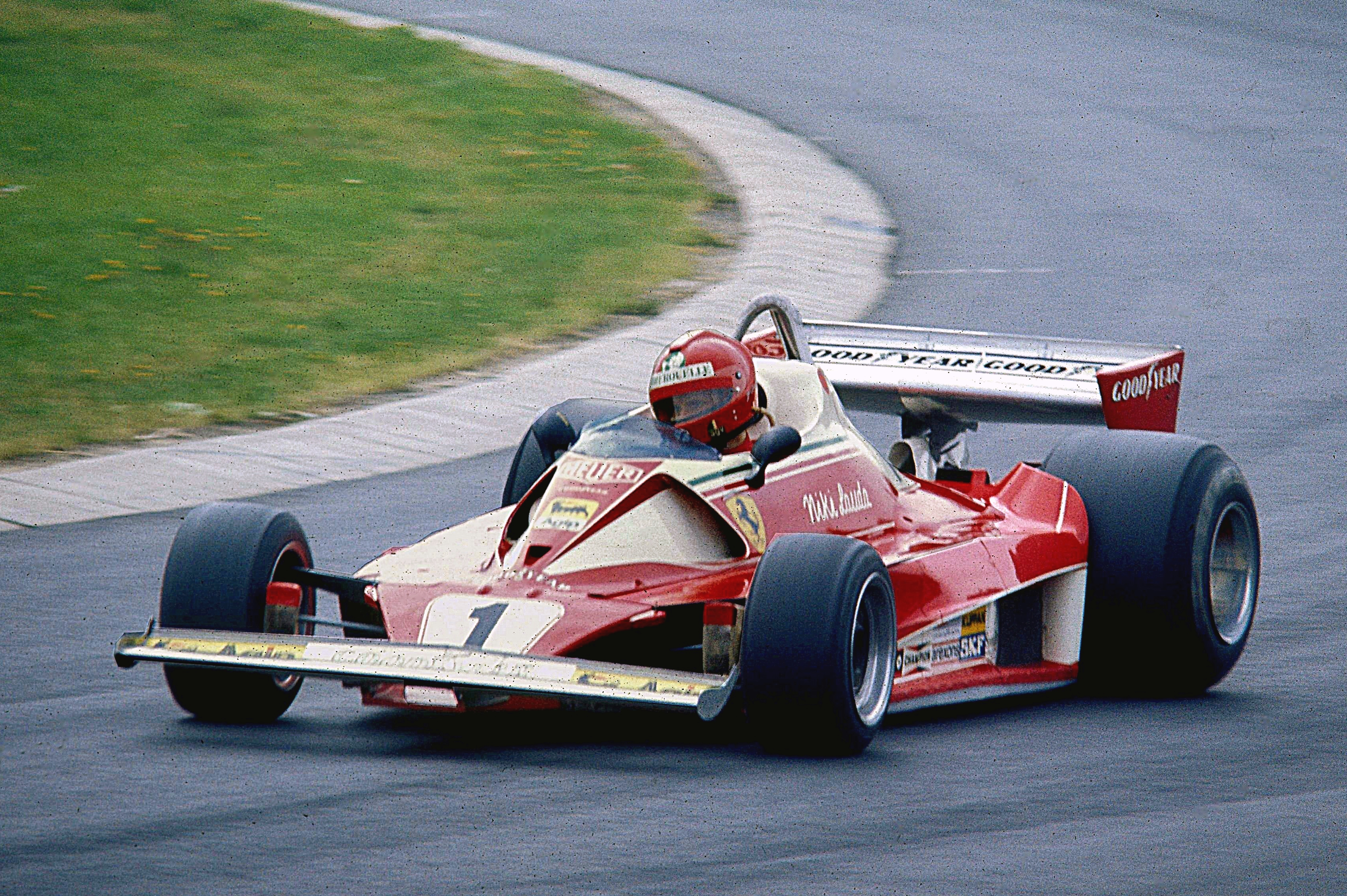
Niki Lauda con la Ferrari 312T2 al Nürburgring durante il Gran Premio di Germania del 1976.

Questo periodo viene inoltre ricordato per la presenza di diversi team privati che formarono una delle più enormi, variopinte e competitive griglie nella storia dell'automobilismo. Il basso costo del motore Ford-Cosworth DFV incoraggiò molti neofiti a debuttare nella Formula costruendo un proprio telaio, con diversi gradi di variazione in termini di successo. Oltre alla già citata Hesketh, Ensign, Penske, e Theodore Racing entrarono e uscirono in poco tempo senza destare poco più di un'impressione. La Penske in particolare, prima scuderia statunitense a vincere un Gran Premio, nella fattispecie quello di Austria del 1976 con John Watson, in seguito troverà maggiore gloria nella categoria americana NASCAR. Altri team, come la Shadow, Wolf, e la Arrows, che fu l'ultima tra questi a lasciare la categoria, archiviarono molti più successi, gareggiando da pari a pari con le scuderie più di nome.
Per il 1976, Emerson Fittipaldi, insieme al fratello Wilson, anch'esso pilota, prese la sorprendente decisione di fondare una scuderia propria con il decisivo sostegno finanziario delle Compagnie dello Zucchero del Brasile, che pretese il cambio di denominazione – da Fittipaldi Automotive a Copersucar – e la livrea della vettura con i colori nazionali e la bandiera brasiliana. James Hunt, appena venne a conoscenza del futuro della Hesketh, compromesso dalla mancanza di uno sponsor (Lord Hesketh ha tentato di ottenere maggiori finanziamenti, stabilito che Hunt era in grado di lottare per il titolo, ma non poteva più permettersi di finanziare la scuderia soltanto con le sue risorse personali), firmò un contratto con la McLaren. Nel 1976 il secondo titolo successivo per Lauda sembrava inevitabile, fino al suo arresto improvviso sotto la pioggia nell'incidente occorso al Bergwerk durante il secondo giro dell'ultimo Gran Premio di Germania corso al vecchio Nürburgring, riportando gravi ustioni. Gli erano state impartite le estreme unzioni, ma incredibilmente si riprese e guidò la Ferrari sei settimane più tardi nel Gran Premio d'Italia. Perse il campionato per un solo punto su James Hunt nella gara finale, disputata in condizioni impossibili sotto una pioggia battente al Fuji nella prima edizione del Gran Premio del Giappone quando dopo aver percorso appena un giro lasciò la sua vettura parcheggiata nei box, dichiarando che il rischio era troppo grande e rifiutandosi di gareggiare in quelle condizioni estreme.
L'innovazione più radicale del 1976 venne dalla Tyrrell P34 equipaggiata con 6 ruote. La P34 era una buona macchina, spesso terminava le gare terza o quarta e vincendo inoltre il Gran Premio di Svezia, ma non era superiore alle migliori vetture a 4 ruote. Il 1976 vide la scuderia Lotus adottare le spazzole di montaggio o pannelli esterni in plastica sotto la assai poco competitiva 77; McLaren e Brabham sperimentarono con dighe e divisori nel tentativo di diminuire l'area di bassa pressione sotto l'automobile, ma non trovarono effetti significativi sulle prestazioni; nei fatti nessuno era a conoscenza delle vere intenzioni di Chapman.

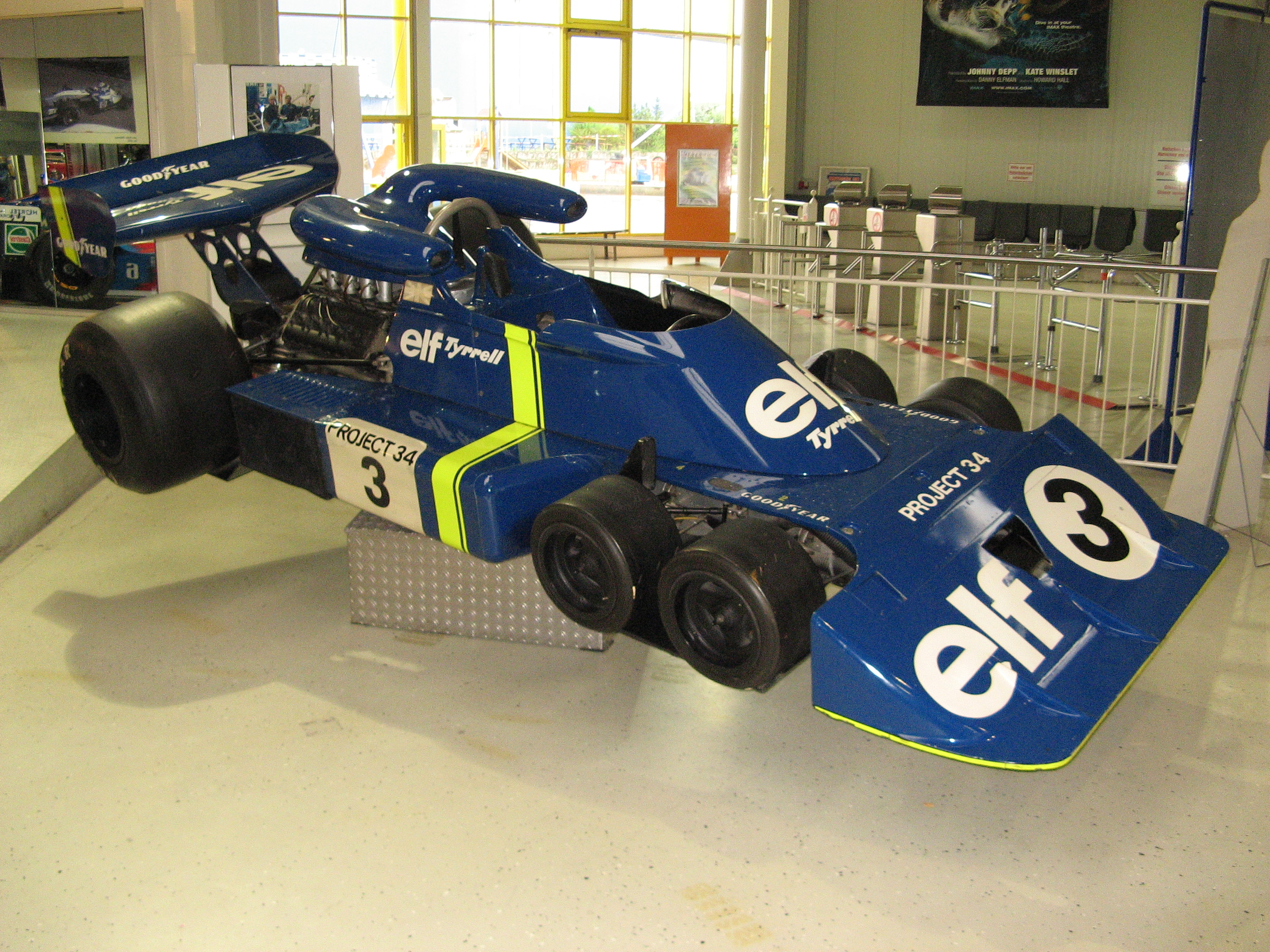
La Tyrrell P34 a 6 ruote rappresentò una delle innovazioni più radicali nella storia della F1.

Le polemiche seguite alla gara del Fuji danneggiarono le relazioni tra Lauda ed Enzo Ferrari. Il pilota austriaco divenne ufficialmente la seconda guida della scuderia, mentre Carlos Reutemann era il leader. Lauda firmò un contratto con la Brabham alla fine della stagione 1977, dopo aver constatato che Enzo Ferrari rifiutava di dargli una vettura per la fine della stagione. Il suo secondo titolo era basato principalmente su regolarità e affidabilità. Malgrado i conflitti con il proprietario e lo status di seconda guida, Lauda godeva di grande rispetto nel team Ferrari che lo mise sempre in condizione di dare il meglio dalla sua vettura. Nei fatti era un'annata tra le più competitive di sempre ma nessun altro rivale del pilota austriaco emerse a tentare di togliere punti per la conquista dei due titoli. A sorpresa, la nuova scuderia Wolf, nata dalle ceneri della Frank Williams Racing Cars e la Hesketh, vinse all'esordio assoluto nel Gran Premio di Argentina stabilendo inoltre un connubio eccellente con Jody Scheckter che finì secondo dietro a Niki Lauda.
Il 1977 vide anche due innovazioni tecniche radicali destinate a cambiare il futuro della Formula 1. Lo scopo degli esperimenti della Lotus effettuati nel 1976 venne rivelato con la Lotus 78, che introdusse l'effetto suolo per la prima volta nella massima serie, usando i profili alari sigillati a terra facendo scorrere i pannelli esterni. Generava un improvviso aumento delle forze al suolo diminuendo drasticamente improvvisi malfunzionamenti. La Lotus 78, guidata da Mario Andretti e Gunnar Nilsson vinse cinque Gran Premi nel 1977. La Renault rivelò il secondo quando la loro RS01 ha fatto la prima apparizione potenziata da un motore turbo da 1.5 litri, derivato dalle loro vetture nella categoria sport. Anche se i motori sovralimentati avevano avuto un certo successo negli anni '50 e i regolamenti che ammettevano i motori turbocompressi erano esistiti per 11 anni, nessuna scuderia di Formula 1 ne costruì una, ritenendo che il consumo di combustibile e il ritardo di spinta negherebbe la sua potenza superiore. L'ingegnere motoristico Bernard Dudot, che aveva osservato i motori della Offenhauser usati nella serie statunitense Indycar, spinse per questa scelta.
L'entrata della Renault significò anche l'acquisto degli pneumatici radiali in Formula 1, forniti dalla Michelin. La Goodyear, che godeva del monopolio prima dell'entrata della Michelin, usava ancora la gomma progettata con pieghe trasversali per le gare. La Goodyear vide questa entrata della casa francese come una seria minaccia e fece uno sforzo notevole nella ricerca e sviluppo per le proprie gomme sulla parte radiale. La stagione 1977 per la Tyrrell fu disastrosa perché la Goodyear era troppo occupata a fornire i quattro piccoli pneumatici anteriori richiesti dalla P34. Senza uno sviluppo continuo, gli pneumatici persero gradualmente di competitività e il concetto della vettura a sei ruote venne abbandonato prima del loro bando definitivo decretato dalla Federazione nel 1982.

### Effetto suolo e ascesa dei motori turbo (1978-1983)

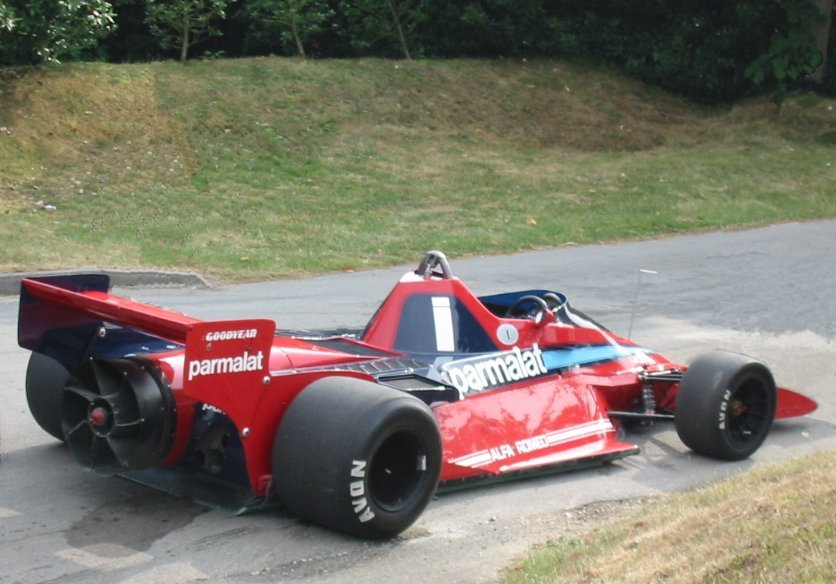
La Brabham BT46B, detta "Fancar" fu la vettura più stravagante nella storia della categoria. Si nota il ventilatore posto sulla sinistra, nello scarico.

Per la stagione 1978 le nuove Lotus 79 hanno effettuato il più radicale e maturo uso del concetto di effetto suolo. Molte altre scuderie cominciarono a sperimentare tali soluzioni, ma la Lotus consolidò l'esperienza già fatta l'anno precedente con la Lotus 78 e con un ottimo avvio, l'italo–americano Mario Andretti vinse il Campionato, diventando il primo pilota a vincere in carriera la serie americana USAC (progenitrice della Indy Racing League) e il titolo di Formula 1. Negli anni '60 aveva vinto inoltre la Daytona 500 della serie NASCAR e la 500 Miglia.
La Brabham nel cercare di restare al passo, superò di gran lunga la Lotus nel concetto del generare forze che aumentassero l'aderanza con la Brabham BT46B "a ventilatore", un revival del concetto di "sucker car" usato da Jim Hall sulla sua Chaparral nella serie CanAm otto anni prima. La vettura approfittò di una scappatoia nel Regolamento (si dichiarò che i ventilatore aveva funzione di raffreddamento) la scuderia, guidata da Bernie Ecclestone che era stato nominato Presidente della Formula One Constructors Association (FOCA), si aggiudicò in Svezia con Niki Lauda e John Watson una facile doppietta prima che la soluzione venisse vietata a causa della elevata quantità di pietrisco che la ventola "sparava" contro le vetture che seguivano.
A Monza, la seconda guida della Lotus, Ronnie Peterson, ancora in corsa per il mondiale, fu coinvolto in un incidente multiplo dopo la partenza Gran Premio d'Italia a Monza. La sua Lotus prese fuoco. Estratto dalla vettura con fratture alle gambe, vide le sue condizioni aggravarsi: operato di urgenza, morì a causa di un'embolia improvvisa.
Inizialmente le accuse degli altri piloti sulla responsabilità dell'incidente si diressero verso Riccardo Patrese, che venne boicottato dal resto del gruppo e preferì non prendere parte al Gran Premio successivo. Verrà scagionato dal tribunale di Milano 5 anni dopo e la responsabilità assegnata a Hunt.
Per il 1979 la Ligier, la risorta scuderia Williams e la sorpresa Ferrari, malgrado l'handicap del Flat-12 che ostruiva le gallerie aerodinamiche, produsse progetti di ali per le vetture che erano più efficaci di quelle della Lotus 79. Questo fatto obbligò la Lotus a introdurre frettolosamente la nuova 80 che andava un passo avanti il concetto di effetto suolo (era inteso originariamente per funzionare senza le ali, soltanto con i piedini laterali – sidepods – a effetto suolo) e non ha mai dimostrato di essere competitiva. La Renault insisteva col motore turbo, malgrado i frequenti guasti che gli provocarono il soprannome di "Little Yellow Teapot" (Piccola Teiera Gialla), e vinse finalmente la prima gara sul circuito di Digione nel Gran Premio di Francia con la RS10 che riusciva a conciliare la potenza del motore turbo e l'aerodinamica dell'effetto suolo.
Hunt annunciò il ritiro improvvisamente dopo il Gran Premio di Montecarlo. Fu anche annullato il previsto Gran Premio di Svezia, sul Circuito di Anderstorp per mancanza di copertura economica.

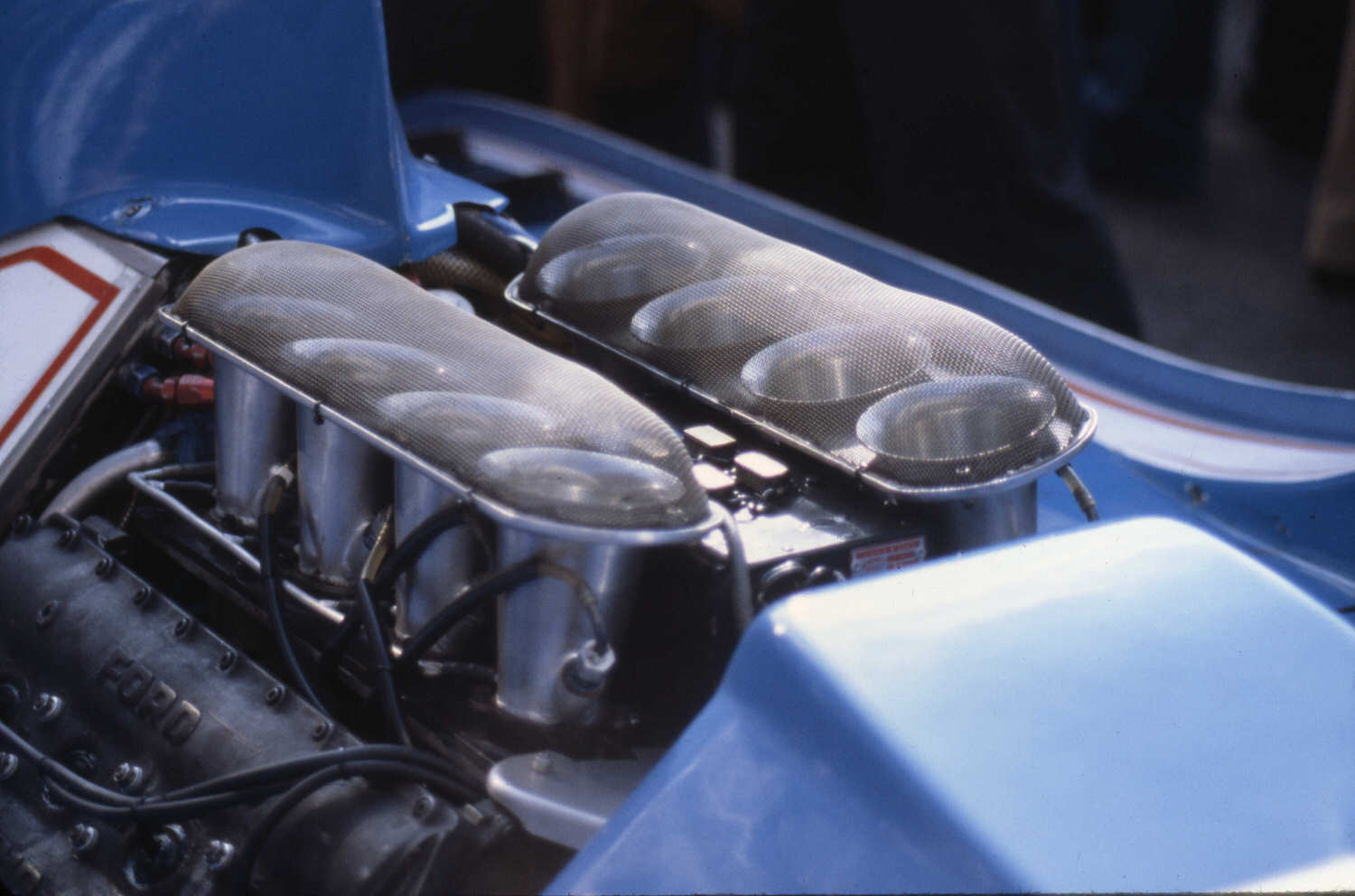
Particolare del motore Cosworth DFV "Double Four Valve" sulla Ligier JS11. Con il suo basso costo, questo motore fece da apripista all'ingresso di molte scuderie private in F1 negli anni settanta.

Le nuove tecnologie introdotte dalla Renault e la Lotus sfociarono nella celebre guerra tra la FISA e la FOCA dei primi anni ‘80. I motori turbo erano macchine complesse di cui la disposizione limitava l'effetto suolo "tunnel" sotto la vettura. Erano ancora una tecnologia emergente ed impegnativa, costosa e poco affidabile. Era però spinta da molti costruttori come Renault, Ferrari e Alfa Romeo che seguirono quella strada, insieme alla BMW. In opposizione, il motore poco costoso, affidabile e stretto della Ford-Cosworth DFV – la sigla sta per Double Four Valve – nei suoi due modelli 28 e 29, ancora usato dalla maggior parte delle squadre più di un decennio dopo la sua effettiva introduzione, si prestava bene ed era altamente efficiente per la resa aerodinamica sull'effetto suolo. Questi due gruppi erano rappresentati da due entità politiche – il governo dello sport FISA, con a capo il francese Jean-Marie Balestre, e la FOCA, governata da Bernie Ecclestone.
Il primo gruppo sosteneva una stretta limitazione all'effetto suolo per ottenere il massimo vantaggio dalle loro potenti turbo. Il secondo gruppo invece sosteneva un effetto suolo senza restrizioni per riequilibrare il deficit esistente sui cavalli di potenza. Ma c'erano anche questioni finanziarie, che alla fine dei conti risultarono più importanti. In confronto ai grandi costruttori con budget illimitati, quelli piccoli desideravano avere una larga parte dei proventi della Formula 1 per poter rimanere competitive.
Le battaglie tra FISA e FOCA durante i primi anni '80 oscurarono gli eventi sulla pista. Il sudafricano Jody Scheckter diede alla Ferrari il suo ultimo titolo mondiale nel 1979 prima dei suoi 21 anni di digiuno, ma l'attenzione era altrettanto focalizzata sul giovane canadese Gilles Villeneuve. L'australiano Alan Jones e il finlandese Keke Rosberg portarono al successo Frank Williams nelle rispettive stagioni 1980 e 1982, mentre il giovane brasiliano Nelson Piquet vincere titoli per la scuderia Brabham di Ecclestone nel 1981 e 1983.
Nel 1981, si arrivò ad un passo da una scissione. I team dell'orbita di Bernie Ecclestone decisero di fondare un proprio campionato autonomo, mentre i grandi costruttori Renault, Ferrari, Alfa Romeo, Ligier (supportata dal groppo Peugeot, con i motori Matra ribattezzati Talbot), insieme ad Osella e all'esordiente Toleman, erano decisi a rimanere nel campionato FISA. Fu trovato un compromesso dieci giorni prima della prima gara del campionato "secessionista", il Gran Premio del Sudafrica, che disputò come gara fuori campionato.
Patrick Depailler rimase ucciso nel 1980, durante una sessione di test a Hockenheim, probabilmente a causa delle forti accelerazioni laterali che causarono un black out nella veloce Ostkurve. Un doppio, impressionante colpo per la Ferrari nel 1982, con la morte di Gilles Villeneuve, a causa di un grave incidente avvenuto durante le prove del Gran Premio del Belgio a Zolder e le gravi ferite alle gambe che fermarono la carriera del compagno di squadra Didier Pironi solo poche settimane più tardi nelle prove del Gran Premio di Germania ad Hockenheim, contribuirono a propendere all'eliminazione delle vetture ad effetto suolo.
.

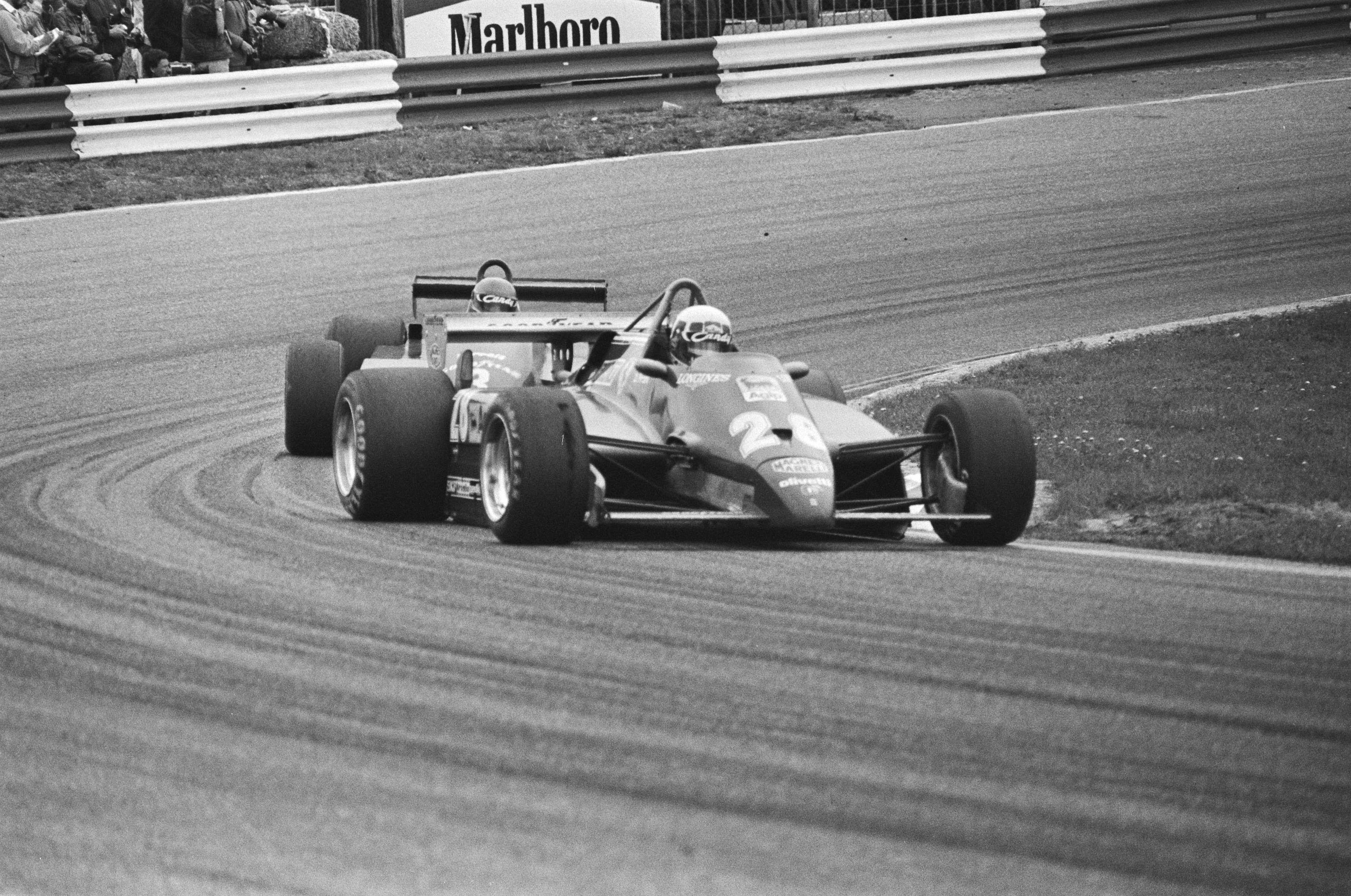
La Ferrari fu la prima vettura turbo a vincere il titolo mondiale nel 1982 anche se il titolo piloti andò a Keke Rosberg con la Williams motorizzata Ford V8

IL Coswoth DFV fu utilizzato in quegli anni anche in altre categorie, a cominciare dalla serie nazionale britannica "Aurora" che si gareggiò tra il 1978 e il 1980 e nel 1982. In quel campionato correvano, come nel Sudafrica dei primi anni '70, le vetture dismesse dai costruttori britannici, ma anche modelli come la March 781 e la Chevron, costruiti specificamente per quella serie. Nel 1980 la serie vide la sudafricana Desiré Wilson passare alla storia per essere l'unica donna a vincere una gara su una vettura di Formula 1 quando trionfò a Brands Hatch con una vecchia Williams.
Dopo parecchi anni di difficoltà e scarsi risultati la McLaren si fuse con il Project-4 team di Formula 2, di Ron Dennis. La McLaren MP4/1 (McLaren Project-4) introdusse nel 1981 il primo telaio a fibra composta di carbonio, un'innovazione che, malgrado i dubbi iniziali sull'assorbimento degli urti, venne mano a mano adottato da tutte le squadre dalla metà del decennio. L'uso di materia a base di fibra di carbonio e kevlar al posto del classico alluminio permise la realizzazione di vetture, più leggere, più rigide torsionalmente e più sicure.
Il titolo piloti 1983, vinto da Piquet con la Brabham-BMW di Bernie Ecclestone, che era ancora a capo dei diritti delle scuderie non manifatturiere, fu il primo titolo piloti vinto in sella ad un motore turbo. Nel 1982-83, le dispute tra la FISA e la FOCA erano risolte con sempre più potere economico per quest'ultima.
Il 1983 vide anche la 368ª e ultima gara per vetture di Formula 1 non valida per il campionato, la Race of Champions a Brands Hatch, vinta dal Campione del Mondo uscente Keke Rosberg su Williams Cosworth dopo una dura battaglia con lo statunitense Danny Sullivan.
L'arrivo di altri fornitori di motori Turbo (BMW, Honda, Hart, Tag-Porsche) fece sì che entro dopo il 1983 solo la Tyrrell corse ancora con i vecchi motori DFV.
I problemi sulla sicurezza aiutarono finalmente a risolvere le dispute; dopo quasi 50 anni, la potenza realizzata dalle vetture turbo potrebbe infine battere i 640 cavalli di potenza (477 kW) prodotti dalle sovralimentate Mercedes-Benz W125 del 1937, senza un consumo enorme di carburante speciale molto esplosivo. Nel 1986, qualche motore veniva spinto oltre i 1000 cavalli di potenza (750 kW) nelle prove di qualificazione. Il dinamometro della BMW, che riusciva a misurare i 1000 cavalli, era incapace di rilevare la misura di potenza dei loro motori da qualifica - Paul Rosche ne stimava una largamente superiore ai 1300 cavalli.
Tra il 1982 e 1983 si diffuse su idea del progettista della Brabham, Gordon Murray, l'abitudine di prevedere una sosta ai Box per cambiare gomme e rifornire benzina. Questo permetteva di avere gomme sempre performanti e vetture più leggere anche di 100 chili in ordine di marcia.
Nel 1984 si arrivò per limitare le prestazioni a vietare i rifornimenti e limitare i consumi dei motori (220 lt a GP nel 1984, poi ridotti ancora nel 1986 e nel 1988).

### Dominio di McLaren e Williams (1984-1993)

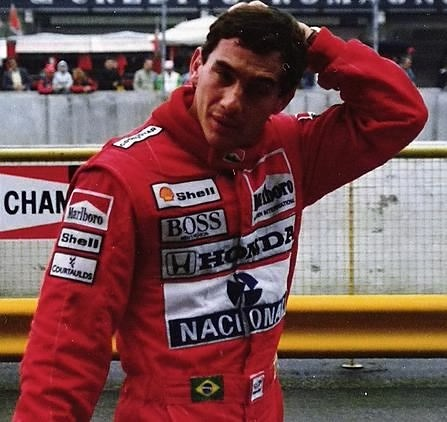
Ayrton Senna al Gran Premio di San Marino nel 1989.

Con le controversie lasciate definitivamente alle spalle, le scuderie di Formula 1 fiorirono con il resto degli anni '80 e i primi anni ‘90. Malgrado l'oppressivo dominio di due squadre — McLaren e Williams — questo periodo è visto dagli osservatori come uno dei più luminosi nei 50 anni di storia della F1.
Niki Lauda, al rientro dopo un primo ritiro nel 1982, superò il suo compagno di squadra Alain Prost nella corsa al titolo nella stagione 1984 soltanto per mezzo punto di scarto, il minore distacco dal secondo classificato registrato della storia. Da segnalare che la classifica fu, secondo alcuni, falsata dopo l'interruzione per pioggia del Gran Premio di Montecarlo, che provocò l'assegnazione di metà punteggio. Prost vinse quella corsa, ma il debuttante Ayrton Senna destò grande impressione con la modesta Toleman, piazzandosi secondo. Era il principio di una rivalità tra i due uomini che continuò per quasi un decennio. La McLaren motorizzata con il turbo TAG Porsche conquistò tre titoli mondiali consecutivi, i primo con Lauda gli altri due con Prost nel stagione 1985 e nel 1986.
La stagione 1986 fu un'altra combattuta sino all'ultimo. Le Williams motorizzate Honda di Nelson Piquet e Nigel Mansell avevano un notevole vantaggio tecnico, ma la mancanza di ordini di scuderia fece sì che i due si ostacolassero, mentre Prost, prima guida della McLaren dopo il definitivo ritiro di Lauda, poté restare in corsa, anche grazie all'affidabilità della vettura. La Williams vinse facilmente il Campionato Costruttori in quell'anno, mentre il titolo piloti fu deciso solo al Gran Premio finale della stagione, in Australia. Prost vinse il titolo dopo che entrambi i piloti Williams soffrirono di problemi agli pneumatici.
Il 1986 fu però funestato da gravi incidenti, soprattutto quello occorse ad Elio De Angelis, durante dei test al volante della Brabham, al circuito Paul Ricard. Questo portò la federazione a prevedere delle grosse limitazioni ai motori Turbo e il definitivo abbandono dal 1989.
Il 1987 fu invece un dominio totale della Williams - Honda con il più regolare Piquet vincitore del suo terzo titolo davanti a Mansell.
La stagione 1987 vide anche il ritorno dei motori atmosferici in Formula 1, dopo un'annata – quella del 1986 – caratterizzata soltanto dal turbo e considerata inoltre quella delle vetture più potenti della storia. La cilindrata fu aumentata a 3.5 litri, e i motori turbo vennero limitati con una valvola (mutata dalla Indycar) che limitava la pressione di sovralimentazione a 4,5 bar, ridotti poi a 2,5 nella stagione 1988 e nella capacità del serbatoio per limitare il loro effetto, con il divieto totale introdotto nel 1989.
Ciò nonostante, ancora per due anni dettarono legge gli ultimi motori turbo: la Williams vinse facilmente nel 1987, mentre il 1988 fu appannaggio della McLaren, con il nuovo propulsore Honda (quest'ultima lasciò la Williams sul finire dell'annata precedente) che ritornò in splendida forma con il team dei fuoriclasse Prost e Senna vincitore di 15 delle 16 gare in programma, un record rimasto imbattuto fino al 2023, quando la Red Bull ha vinto 21 delle 22 corse in calendario. Fu il brasiliano che emerse da vincitore, conquistando il primo dei suoi tre titoli mondiali.

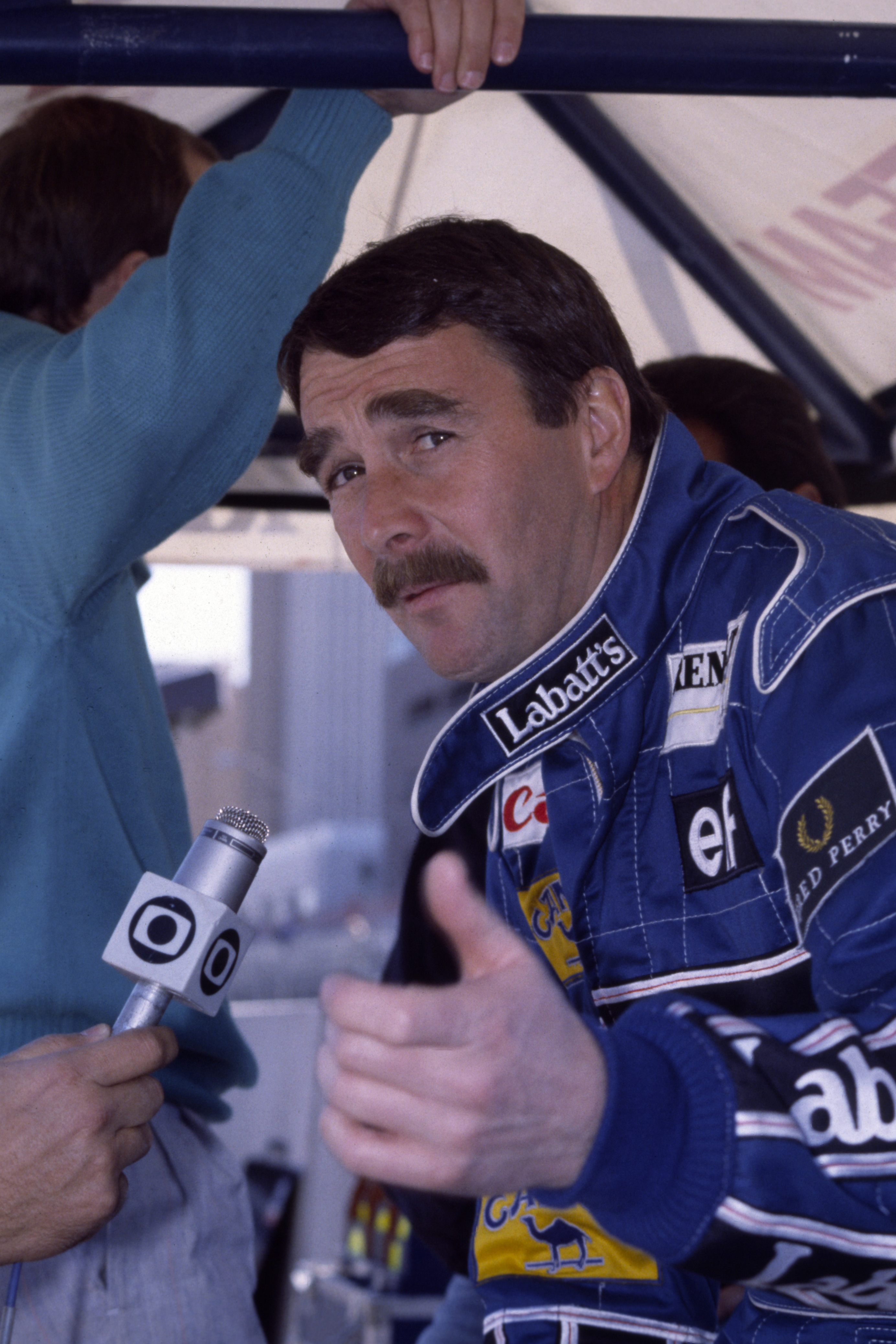
Nigel Mansell intervistato dalla tv brasiliana Rede Globo. Il pilota britannico conquistò il suo primo e unico titolo mondiale nel 1992 dopo dodici anni di carriera: nessun altro pilota raggiunse così tardi questo traguardo.

Nel 1989 i turbo furono banditi, ma il dominio della McLaren, sempre motorizzata Honda, continuò per le tre stagioni successive. Prost vinse il terzo titolo nel 1989, Senna lo conquistò nelle stagioni 1990 e 1991.
Furono gli anni in cui esplose un'acerrima rivalità dai due piloti, culminata da una doppia collisione nei Gran Premi del Giappone a Suzuka nel 1989 e 1990. Nel 1989 Prost "chiuse la porta" durante un tentativo di sorpasso in frenata del compagno di squadra mentre Senna l'anno dopo si sentì libero di buttare fuori dalla gara del 1990 Prost (passato alla Ferrari).
Senna, naturalmente, si era preoccupato della minaccia (e opportunità) portata dalla risorta Williams, adesso motorizzata Renault, che si preparava a dominare la Formula 1 per i successivi sette anni.
Più dei motori Renault, tuttavia, da cui ha permesso alla Williams e più tardi alla Benetton di dominare la Formula 1 dal 1992 al 1997. Nei primi anni ‘90, le scuderie iniziarono a introdurre aiuti elettronici al pilota, e il loro uso si sparse con estrema rapidità. Le sospensioni attive (anticipate dalla Lotus nel 1987), i cambi semi-automatici (Ferrari nel 1989), e il controllo di trazione (Williams nel 1991) divennero essenziali per competere. Qualcuna di queste tecnologie erano state prese in prestito alle contemporanee automobili da strada. Altri invece vennero sviluppati appositamente per essere utilizzati in pista e più avanti presero la via degli autosaloni. Erano tutte vetture capaci di andare a velocità sempre maggiori in rapporto alla capacità di spesa delle diverse scuderie. La FIA, consapevole che l'eccesso di tecnologia minasse totalmente l'abilità del pilota, tolse l'elettronica nel 1994. Naturalmente, molti osservatori sostennero che tale eliminazione derivasse dal fatto che la FIA non avesse i mezzi necessari per supportare tali aiuti ai piloti. Neppure queste controversie diminuirono l'entusiasmo degli sportivi britannici quando Nigel Mansell vinse il titolo nel 1992 e fu il primo pilota a ritirarsi da campione del mondo, dopo un decennio di tentativi falliti, né gli sportivi francesi quando nel 1993 Alain Prost vinse il suo quarto e ultimo titolo ritirandosi anch'egli come il collega inglese. Entrambi i piloti guidavano le vetture della Williams.
Nel 1994 vi fu la reintroduzione del rifornimento di carburante ai pit stops: le gare vennero trasformate in una serie di sprint, con il risultato conseguente che le strategie finirono per guadagnare importanza rispetto all'abilità del pilota.
Le telecamere leggere delle televisioni erano diventate pratica comune nei primi anni '90. Proseguì inoltre il trend di collaborazioni ufficiali tra grandi costruttori e team di Formula 1, anche grazie ad una miglior immagine e ai miglioramenti alla sicurezza.
Il 1994, sulla carta, doveva essere un'annata di grande interesse: Ayrton Senna aveva lasciato la McLaren per la Williams per rimpiazzare Prost. Il giovane pilota tedesco Michael Schumacher guidava la Benetton motorizzata con i nuovi motori Ford. La McLaren nutriva grandi speranze per il nuovo motore Peugeot, e la Ferrari era proiettata a cancellare le ultime tre stagioni deludenti con Gerhard Berger e Jean Alesi. Quella stagione fu indimenticabile, ma per motivi ben diversi da quelli previsti.

### Il biennio della Benetton: sicurezza, regolazioni e regolamenti (1994-1995)

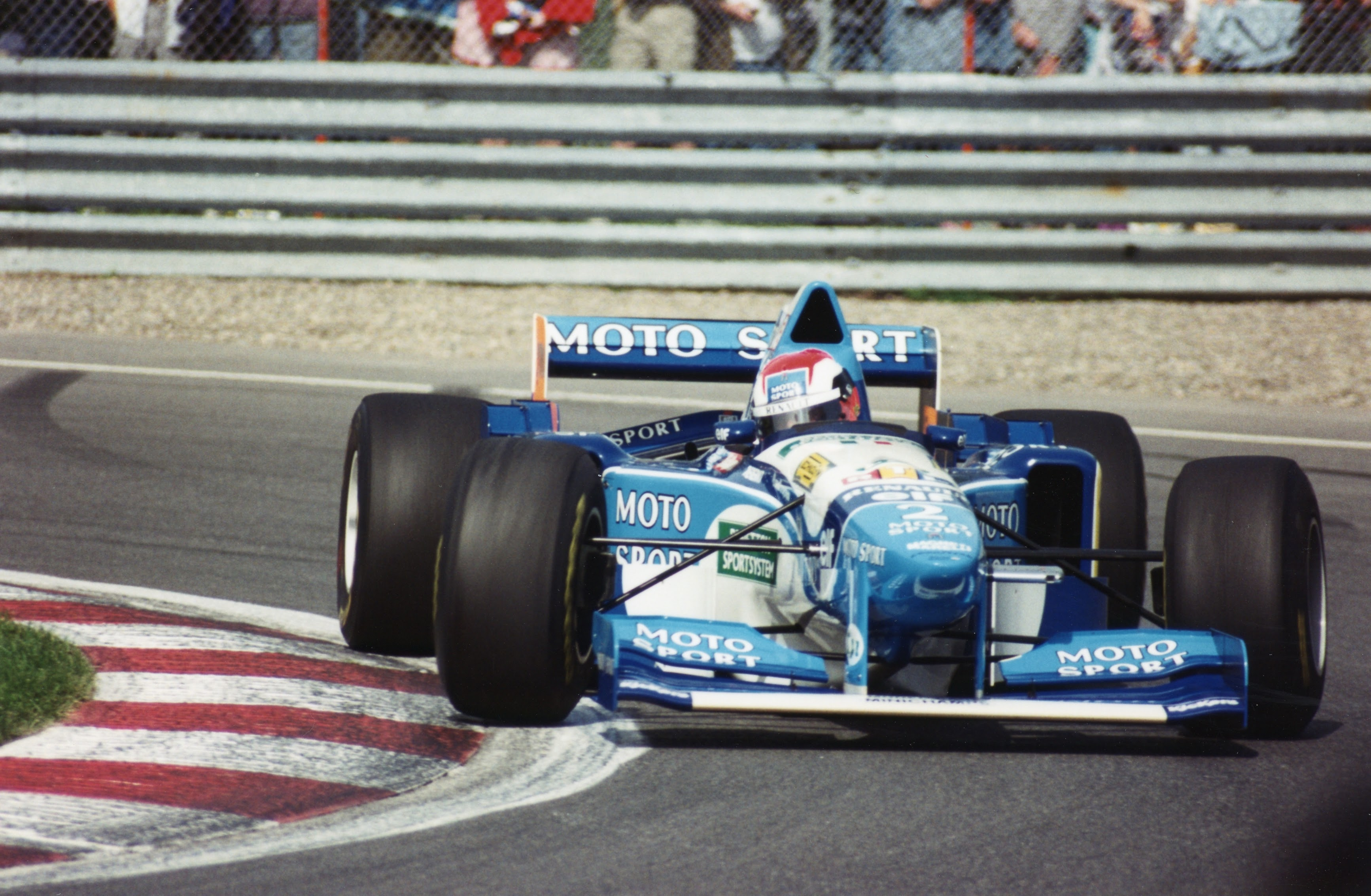
Johnny Herbert al volante della Benetton durante il Gran Premio del Canada del 1995.

A partire dal 1986, quando Elio De Angelis perì durante i test sul circuito Paul Ricard a Le Castellet, e fino al 1994 nessun pilota era più deceduto alla guida di una vettura di Formula 1. C'erano stati parecchi incidenti sconvolgenti (per esempio Nelson Piquet e Gerhard Berger a Imola o Martin Donnelly a Jerez de la Frontera), ma non furono fatali. La velocità delle monoposto della massima serie era aumentata continuamente in otto anni, malgrado i motori turbo fossero stati dichiarati illegali, la riduzione della lunghezza degli pneumatici e la rimozione degli aiuti elettronici al pilota. C'era un "aria di invincibilità" in Formula 1, una credenza che le vetture fossero intrinsecamente sicure e i piloti non sarebbero più deceduti.
Al Gran Premio di San Marino del 1994 questa "presunzione" crollò bruscamente e drammaticamente, dapprima con le gravi ferite occorse a Rubens Barrichello durante le prove libere del venerdì poi con la morte di Roland Ratzenberger nelle prove ufficiali del sabato e infine con quella di Ayrton Senna durante la gara,, oltre ad altri gravi incidenti (uno scontro alla partenza che causò feriti tra gli spettatori e una ruota persa da Michele Alboreto che ferì 4 meccanici). Ancora, Karl Wendlinger restò in stato di coma per due settimane dopo uno scontro al Gran Premio di Montecarlo.
Il conto dei decessi e i due feriti gravi rappresentarono una scossa terribile per tutti. Non solo due piloti rimasero uccisi durante un singolo weekend di gara, ma uno di loro era un tre volte campione del mondo oltreché uno dei piloti più famosi presenti in griglia. Sembrava di essere tornati improvvisamente negli anni '70, dove in una stagione di 12 gare morivano in media due piloti e altri tre o quattro rimanevano gravemente feriti. La FIA reagì rapidamente e con grandissima severità con cambiamenti importanti da far rispettare per il resto dell'annata e in quelle seguenti, rappresentando l'inizio della spinta da parte della FIA per aumentare la sicurezza in Formula 1.
Mentre cambiamenti significativi non potevano essere fatti alle vetture nel 1994, la FIA richiese la perforazione dei contenitori d'aria (gli "airboxes") per ridurre il loro effetto "ram-air" e quindi la potenza. Per la stessa ragione i combustibili speciali, in precedenza una strana mistura di benzene e toluene, vennero vietati; soltanto quelli con caratteristiche simili alla benzina commerciale vennero permessi. Per ridurre le forze verso il basso, e quindi la velocità delle vetture in prossimità delle curve, era già stata introdotta, peraltro già ad inizio stagione, una speciale "plancia" di legno adattata sotto la parte centrale del telaio, forzando una larga sezione del fondo 5 cm più lontano dalla pista. Se tale plancia consumandosi venisse portata sopra una certa tolleranza al Regolamento (approssimativamente 10 mm), la vettura sarebbe stata ritenuta illegale.

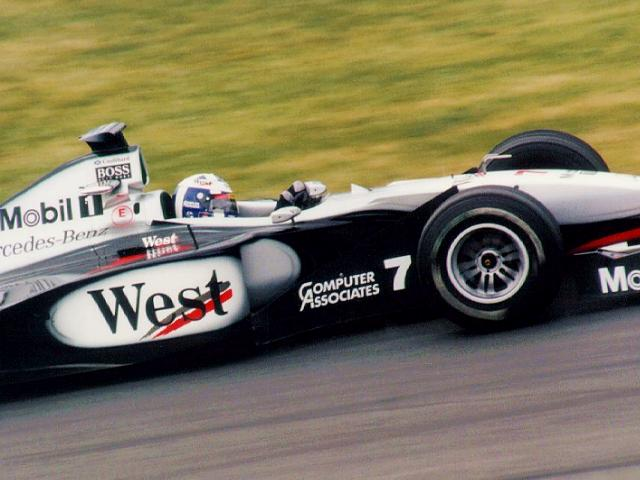
David Coulthard in azione durante il Gran Premio del Canada del 1998. Al suo secondo anno di carriera in F1, nel 1995, il pilota disputò un'ottima stagione, classificandosi al terzo posto.

Più avanti, dal 1995, i progetti sono stati richiesti per essere disegnati secondo un piano di riferimento (la mascherina), e rigorose limitazioni sono state fatte rispettare quanto alle tolleranze minime e massime per le funzioni del veicolo (come il formato dell'apertura della cabina di guida, un'idea molto nota nella serie Champ Car da almeno un decennio, e dei dispositivi aerodinamici, comunemente chiamate ali). Dopo, la massima cilindrata del motore venne ridotta da 3.5 a 3 litri. Ulteriori cambiamenti erano demandati dalla FIA per continuare a provare di mettere un freno nell'incremento di velocità nelle vetture di Formula 1 durante la loro progressione lungo gli anni. Questi cambiamenti includono l'aumento del formato di apertura della cabina di guida (per assicurare l'uscita del pilota con una certa facilità, minimizzando possibili impatti laterali), l'adozione di pneumatici con scanalature (tre nel 1998, quattro dal 1999 al 2008) per ridurre la velocità in curva e il grip, una carrozzeria più stretta (questo complicherebbe il raffreddamento e inoltre ridurrebbe la velocità), formati ed elementi delle ali rialzati e ridotti (tagliando le forze aerodinamiche, altro elemento di riduzione della velocità), e infine più accurati controlli sulle tolleranze di rigidezza e sulle misure di accertamento sulle vetture e sulle loro conformità nelle regolazioni prestabilite (per esempio, i test del peso sulle ali e sulla carrozzeria, per accertarsi il loro mantenimento integro e che non flettessero per dare vantaggi aerodinamici in linea retta).
La rapida introduzione di tutti questi nuovi regolamenti – particolarmente quelli ammessi nel 1994 – rese l'atmosfera se possibile ancora più caotica in Formula 1. L'astro nascente Michael Schumacher si ritrovò per la prima volta concretamente in lotta per la conquista del titolo piloti con la sua Benetton, tuttavia la corsa iridata del tedesco venne stoppata a più riprese da squalifiche addebitabili sia al suo stile di guida, talvolta fin troppo irruento, sia alle decisioni prese dal muretto della scuderia anglo-italiana; ciò fece sì che Damon Hill, figlio di Graham e giocoforza promosso a prima guida Williams dopo la morte di Senna, riuscisse a contendere il titolo fino all'ultima gara in Australia. A corollario di un campionato tra più polemici di sempre, anche l'epilogo di Adelaide fu controverso, a causa della collisione tra i due rivali che estromise entrambi dalla corsa, assicurando il mondiale a Schumacher.
Nella stagione 1995 la situazione relativa alla sicurezza cominciò dunque a migliorare. Schumacher vinceva il suo secondo titolo piloti mentre la Benetton si assicurava il suo unico alloro costruttori con relativa facilità, battendo la scuderia Williams di Hill e David Coulthard. Il motore Renault, che equipaggiava entrambe le squadre, era virtualmente imbattibile, con la sola Ferrari a contrastarla timidamente con la vittoria singola al Gran Premio del Canada di Jean Alesi, la sua unica in carriera.

### Fine dell'era dei privati (1996-1999)

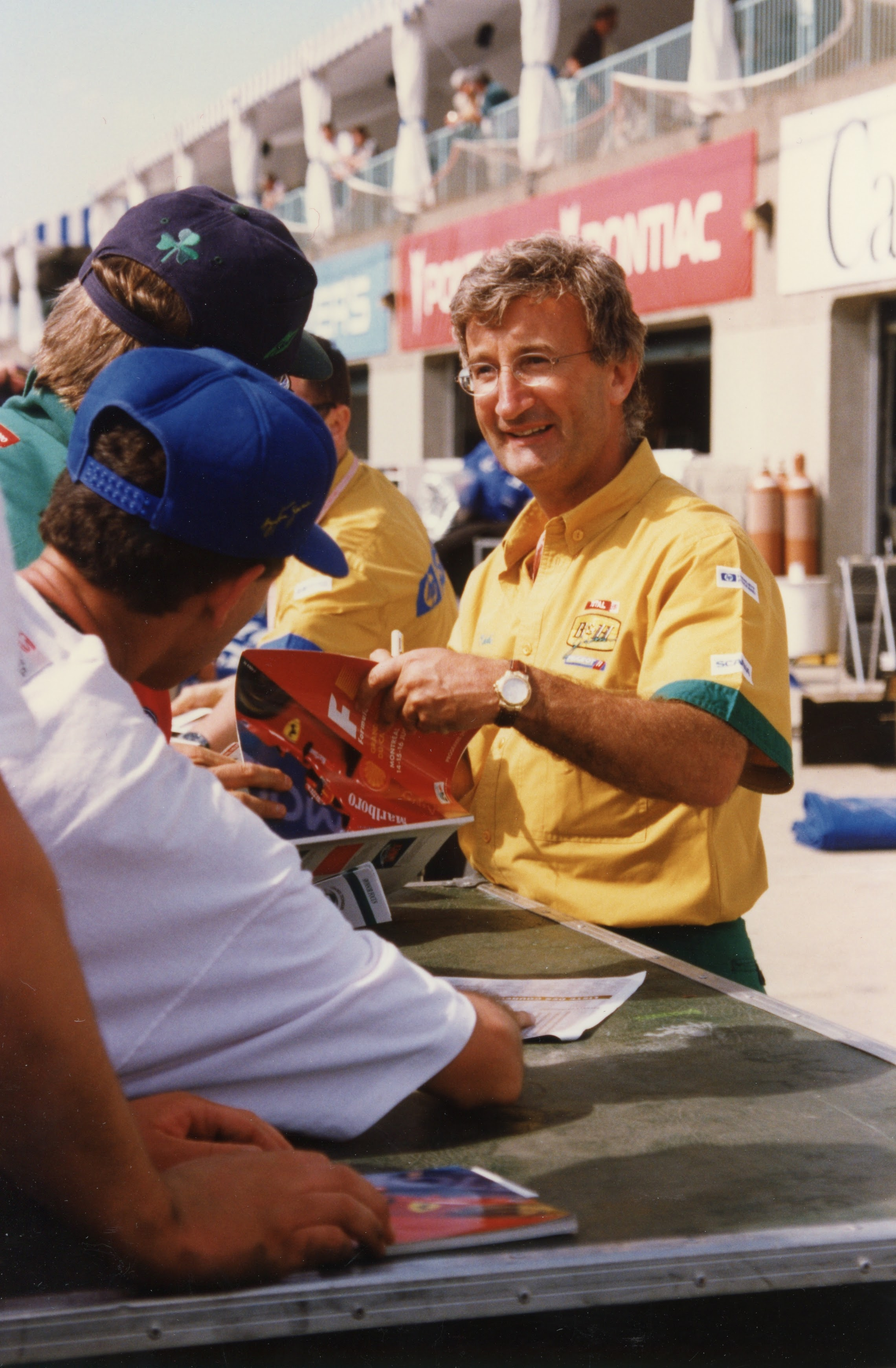
Eddie Jordan nei box del Gran Premio del Canada nel 1996. Il suo team, la Jordan Grand Prix, fu l'ultimo tra i privati a vincere un Gran Premio. Jordan fu l'unico a dichiarare pubblicamente la fine dell'era privatistica nella F1.

Per la stagione 1996, la FIA diede mandato di un più largo formato della minima grandezza della cabina di guida, con la protezione della testa del pilota, per assicurargli maggiore sicurezza. Come parte del piano per ricostruire la Ferrari, Jean Todt fece ingaggiare Michael Schumacher dal team Benetton in quell'anno, in cambio dei due piloti Alesi e Berger. Ci furono effetti immediati, nel suo primo anno con la scuderia Schumacher vinse tre gare, più di quanto la squadra aveva ottenuto nei cinque anni precedenti. La Ferrari non poteva ancora lottare per il titolo e Damon Hill diede un impatto forte al suo campionato, conquistando la corona dopo tre anni di tentativi falliti.
Nella stagione 1997, un altro figlio di un pilota leggendario della F1 conquistò il titolo ancora una volta con la Williams, e Jacques Villeneuve divenne il quarto pilota a vincere nello stesso anno in Formula One e nel campionato CART (gli altri erano Mario Andretti, Emerson Fittipaldi, e Nigel Mansell). Questa stagione fu più combattuta della precedente, e Villeneuve conquistò il Campionato Piloti soltanto nella gara finale. Ancora una volta, Michael Schumacher ebbe una collisione con il suo rivale nella corsa finale, ma a differenza del 1994 l'evento si ritorse contro di lui: Schumacher non solo venne battuto in gara, ma per aver tentato di buttare deliberatamente fuori dalla pista Villeneuve, gli fu tolta la seconda posizione nel Campionato, pur preservando tutti i risultati ottenuti.
Alla fine del 1997 la Renault si ritirò momentaneamente dalla Formula 1. La McLaren-Mercedes prese la corona di campione per i due anni successivi, entrambi conquistati da Mika Häkkinen. Nelle prime gare del 1998 il finlandese era veramente irraggiungibile e i suoi contendenti, Schumacher e Villeneuve, potevano solo guardare. Schumacher nel prosieguo della stagione diede vita ad una ammirabile rimonta che lo portò a lottare per il titolo fino all'ultima gara, ma lo spegnimento del motore sulla griglia del Gran Premio del Giappone e una successiva foratura nel corso della gara resero il tutto vano. La stagione 1999 fu una stagione combattuta quanto anomala. Villeneuve fu subito fuori dai giochi con la nuova scuderia BAR mentre Schumacher fu a lungo in lotta con Häkkinen fino a che, a causa di un inconveniente meccanico ai freni, impattò contro le barriere di pneumatici a Silverstone, nel Gran Premio di Gran Bretagna, fratturandosi una gamba. Il suo compagno di squadra Eddie Irvine divenne così primo pilota della Scuderia Ferrari e finì lui stesso in corsa per il titolo. Schumacher lo aiutò al rientro dopo sei gare saltate e sebbene Irvine perse per solo due punti dal vincitore Mika Häkkinen, il suo sforzo bastò per ridare alla Ferrari il titolo costruttori che non vinceva dal 1983.
Dietro le corse al titolo, tuttavia, vi erano segnali di fermento non incoraggianti di problemi in Formula 1. Nomi presenti per lungo tempo, gloriosi e rispettati come Brabham e Lotus, con il passaggio di Ecclestone alla guida della serie e la scomparsa di Chapman, svanirono subito dalle griglie di partenza. La scuderia francese Ligier si trovò in condizioni economiche disperate e venne venduta ad Alain Prost. La scuderia di Ken Tyrrell continuò ancora per qualche tempo, con risultati miseri, fino al 1998, quando la BAR rilevò il team. La variopinta era delle piccole scuderie fondate da privati stava volgendo al termine e lo stesso accadde con le sponsorizzazioni. Nomi come Larrousse, Dallara, Simtek, Pacific Racing, e Forti non si videro più. Le ultime a chiudere i battenti furono la Jordan, Arrows e la Minardi che sopravvissero ancora qualche tempo. La breve notorietà della Jordan nel 1998 e nel 1999, sotto la guida di piloti di solida esperienza come lo stesso Damon Hill, Heinz-Harald Frentzen, e il fratello minore di Michael, Ralf Schumacher fu l'ultimo sussulto di orgoglio dei privatisti e non rappresentò un'autentica rinascita dello sport. Anche un team come la Benetton, di proprietà e guida italiani ma di telaio britannico, campioni soltanto pochi anni prima, stava sopravvivendo a malapena. Jackie Stewart fronteggiò la sua scuderia dal 1997 al 1999 con il sostegno della Ford ma alla fine arrivò la vendita inevitabile e la trasformazione del nome nella Jaguar.

### Il dominio di Schumacher e della Ferrari (2000-2004)

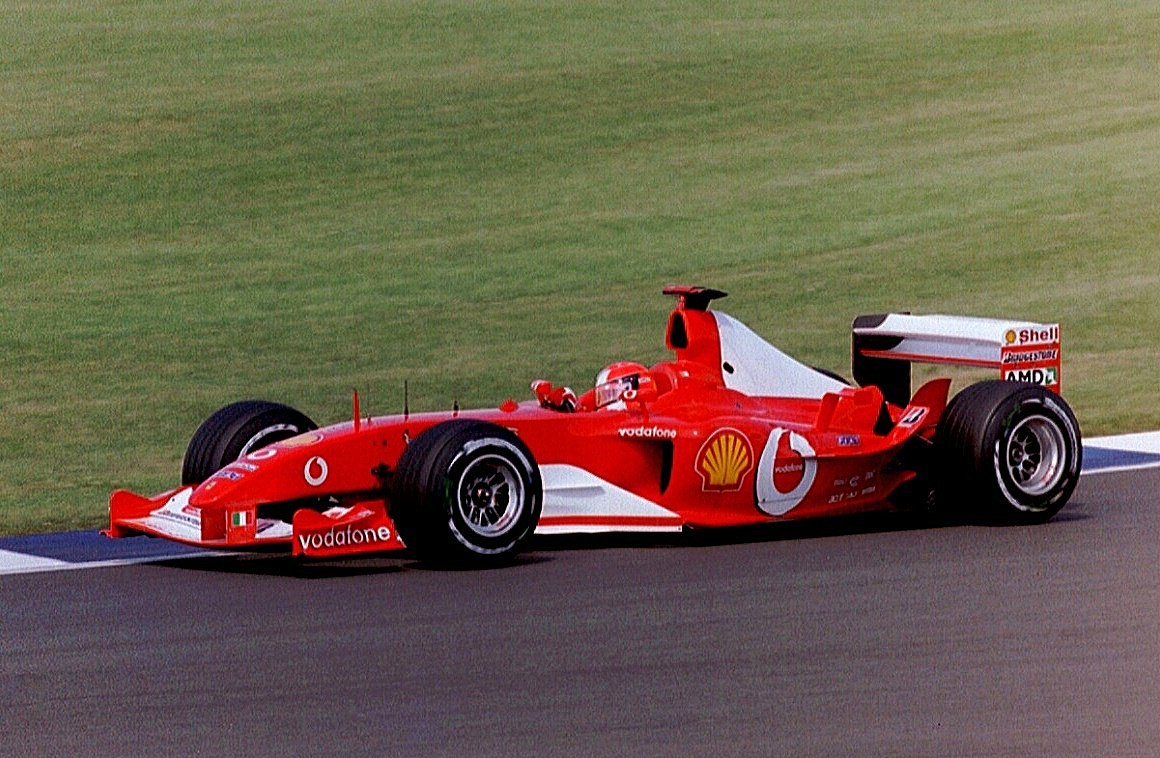
La Scuderia Ferrari (qui rappresentata dalla monoposto F2003GA nel Gran Premio degli Stati Uniti d'America 2003) annovera il record di 16 vittore nel campionato mondiale costruttori: la scuderia italiana egemonizzò la categoria con 6 affermazioni consecutive tra il e il.

La stagione 2000 vide le griglie di partenza di Formula 1 tornare alla normalità, con la Jordan uscita rapidamente fuori dai giochi, e la Williams, guardando in prospettiva di una nuova collaborazione con la BMW iniziò a riaffermarsi. La lotta nella parte anteriore, tuttavia, era principalmente tra Häkkinen e Schumacher, entrambi due volte campioni. La Ferrari era in costante miglioramento dall'arrivo in squadra del tedesco, e nel 2000 Schumacher prevalse, diventando tre volte campione alla pari con Senna, e riportando il titolo piloti alla Ferrari per la prima volta dopo 21 anni dai tempi di Jody Scheckter nel 1979. La stagione 2001 vide la Ferrari dominare nettamente sul resto della concorrenza, Schumacher vinse il campionato al Gran Premio di Ungheria e lo portò come secondo vincitore più rapido di sempre, alla pari di Nigel Mansell. La stagione 2002 non ebbe storia: le due Ferrari egemonizzarono il campionato vincendo 15 delle 17 gare in calendario, Michael Schumacher prese più punti del secondo e terzo classificato messi insieme e incamerò il titolo già nella seconda metà di luglio, nel Gran Premio di Francia, battendo quel record eguagliato nell'annata precedente.
Mentre la Ferrari celebrava il suo dominio, lo sport era ancora tribolato dai problemi. Due scuderie private – la Prost Grand Prix e la Arrows chiusero i battenti per fallimento, l'ultima nel corso della stagione. La Benetton rischiò di seguire la loro sorte, fino a quando la scuderia venne acquistata dalla Renault, che rientrò in Formula 1 portandosi dietro il direttore tecnico del team italo–britannico, Flavio Briatore. Intanto alla Minardi si stava facendo le ossa un giovane pilota di belle speranze, Fernando Alonso. Eventuali altri problemi di disturbo erano nell'unica scuderia in apparenza solida, la Ferrari. Mentre la Formula 1 non era sconosciuta alle squadre che monopolizzavano i podi del vincitore, le azioni della Ferrari durante il 2002 fecero scalpore, e in particolare i finali contestati del Gran Premio d'Austria e in quello degli Stati Uniti. A molti osservatori era sembrato che lo spirito sportivo non avesse più spazio in Formula 1, quello che rendeva possibile il detto della “vittoria a tutti i costi” troppo lontano. Queste valutazioni e la presenza notevolmente declinante dei team ma anche degli spettatori sui circuiti nell'ultima parte del 2002, fu un serio problema per uno sport che era il più costoso – e, cosa importante, il più lucrativo grazie all'avvento delle multinazionali – del mondo in quel tempo.
Nella stagione 2003, nonostante regolamenti cambiati pesantemente per impedire che lo strapotere di una squadra avvenisse di nuovo, Schumacher vinse il campionato ancora una volta. Guidando una vettura, la F2003-GA forse tra le più raffinate mai costruite dalla casa di Maranello e dedicata a Gianni Agnelli, ma anche piuttosto complicata, ebbe una lotta strettissima con il finlandese Kimi Räikkönen e il colombiano Juan Pablo Montoya, ma Schumacher prevalse di un solo punto nel Gran Premio del Giappone a Suzuka. Il 2003 era sembrato un balsamo perfetto per rinfrescare le memorie della stagione precedente, con 8 corse vinte da piloti diversi (incluse le prime vittorie di Fernando Alonso, passato alla Renault, Kimi Räikkönen e il romano Giancarlo Fisichella che riporta un pilota italiano sul podio più alto della Formula 1 dopo parecchi anni), e cinque team differenti, incluse la stessa Renault (per la prima volta in 20 anni) e la Jordan, che agguantò una vittoria fortunata nel selvaggio e incredibile Gran Premio del Brasile.

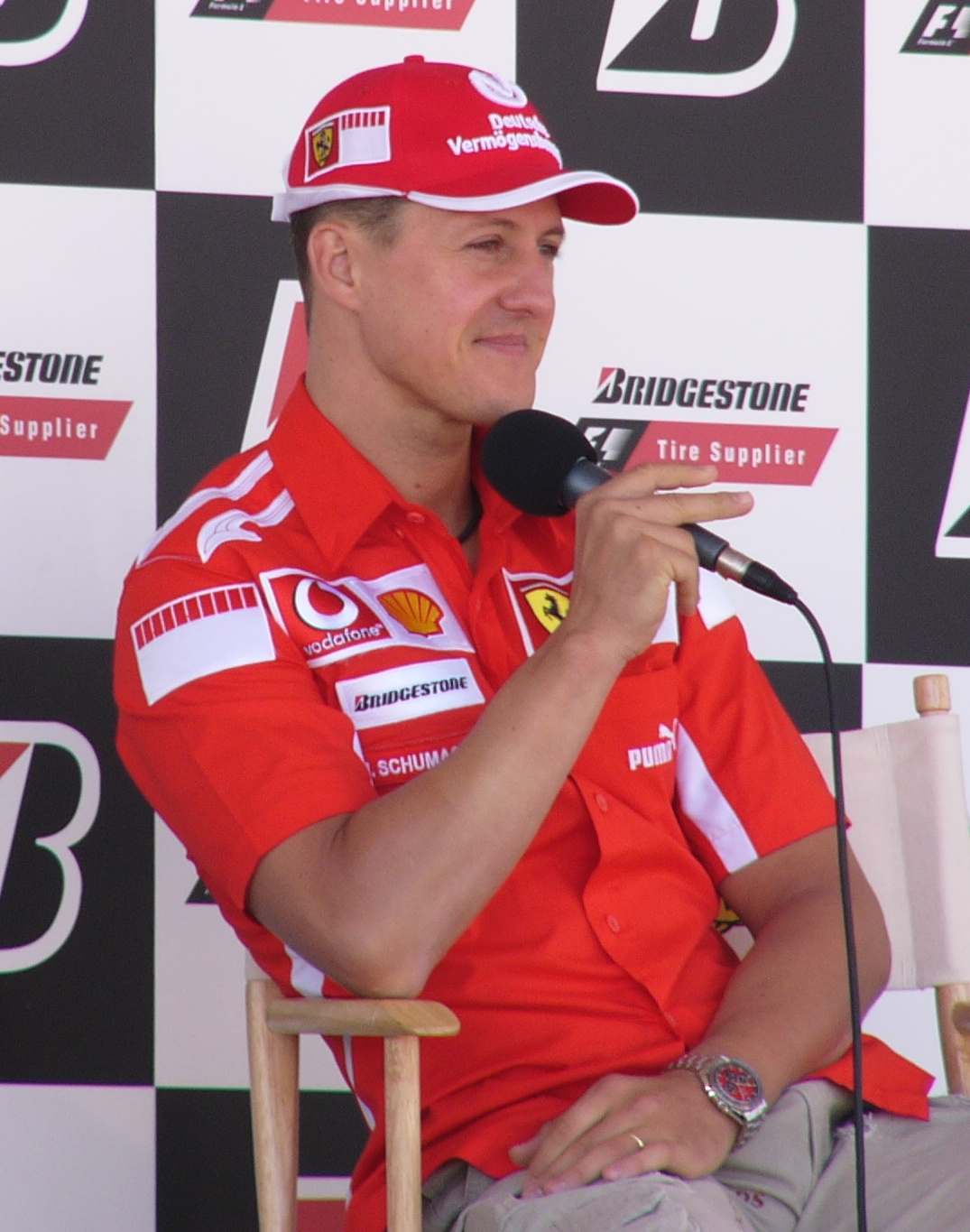
Michael Schumacher (qui a Indianapolis nel 2005) ha vinto il titolo piloti per 7 volte, con e, tra il e il : il tedesco detiene i record per il numero di vittorie assoluto e per quello di affermazioni consecutive (5) con la Ferrari dal al 2004.

Nella stagione 2004 la Ferrari e Schumacher ritornano a dominare interamente il campionato, vincendo entrambi i titoli con facilità. Una nuova corsa nel Bahrein fece il suo debutto in aprile e un'altra nuova gara in Cina venne messa in calendario a settembre. Inizialmente si pensò all'introduzione di queste nuove corse a scapito dei prestigiosi Gran Premi europei come quello britannico e italiano, che rischiavano la rimozione dal campionato, ma alla fine risultò preferibile aumentare a 18 il numero di gare stagionali. Secondo Ecclestone, lo spostamento serviva a incrementare l'estensione globale della serie, nonostante le rigide restrizioni applicate in diversi paesi europei (in primis il Belgio) sulla pubblicità al tabacco da fumo ed altrove poteva rappresentare un fattore. Questo movimento vide la percentuale di gare di Formula 1 svolte fuori dai tradizionali confini europei salivano attorno al 50% – significante che il Campionato del Mondo, visitante quattro dei sei continenti, preservava il suo nome.
Nonostante il dominio Ferrari (che vinse 15 delle 18 corse), la battaglia nelle retrovie era stata molto più interessante del 2002, poiché le centrali elettriche di McLaren e Williams si tirarono fuori da un orrendo inizio con delle nuove vetture più radicali nel progetto. Come previsto da tempo, la Renault fu assai rapida nel capitalizzare le sfortune dei due vecchi team britannici, ma la reale sorpresa era rappresentata dalla British American Racing, capitanata da Jenson Button. Nonostante non avesse mai vinto una gara, Button otteneva piazzamenti regolari sul podio, sul secondo o terzo gradino, e con il compagno di squadra giapponese Takuma Satō riesce a cucire un secondo posto nel Campionato Costruttori, lasciando terza la Renault con il pescarese Jarno Trulli che ottenne una consolante vittoria a Monaco. Montoya e Räikkönen potevano sperare in vittorie solitarie per i loro team, finendo al quarto o al quinto posto nei risultati.
La decisione della Ford di uscire dalla Formula 1 come fornitore di motori alla fine della stagione 2004 espose alla vulnerabilità totale qualche piccola scuderia. Non soltanto la loro squadra Jaguar venne venduta alla compagnia austriaca di bevande energetiche Red Bull, ma le poche scuderie indipendenti ancora presenti, che usavano tradizionalmente i motori Ford, hanno trovato i rifornimenti di motori in uno stato precario.

### La Renault spodesta la Ferrari (2005-2006)
Nella stagione 2005, la Formula 1 vide la Ferrari uscire subito fuori dai giochi, con il team Renault dominare la prima parte della stagione e Fernando Alonso mostrare una chiara sicurezza per tutto il campionato. Nella seconda parte della stagione la McLaren dimostrò significativi progressi, con risultati costantemente migliorati e un riscontro di vittorie da 6 sulle 7 corse. Tuttavia la poca affidabilità della vettura inglese, a fronte di prestazioni invidiabili, permise ad Alonso di controllare per tutta la stagione.
Per un istante era sembrato che Räikkönen potesse lottare seriamente con Alonso, ma a tre gare dalla fine, in Brasile Alonso fu il primo spagnolo e il più giovane Campione del Mondo, battendo dopo 33 anni il record di Fittipaldi. Il Campionato Costruttori sembrava di facile conquista per la McLaren, che era considerata l'automobile più veloce del lotto e nel corso della stagione era migliorata in affidabilità. Il cambio di regolamenti avvenuto in quell'anno – due in particolare, il divieto del cambio degli pneumatici e soprattutto quello del motore dopo due gare – e un inopinato ritiro di Juan Pablo Montoya nella gara finale della stagione, il Gran Premio di Cina a Shanghai, assicurò anche quel titolo alla Renault. Una statistica ha dimostrato il dominio dei due team: si sono lasciati sfuggire soltanto una gara, il controverso Gran Premio degli Stati Uniti (alla quale parteciparono solo tre scuderie), la sola gara che Schumacher e la Ferrari hanno vinto in quell'annata.

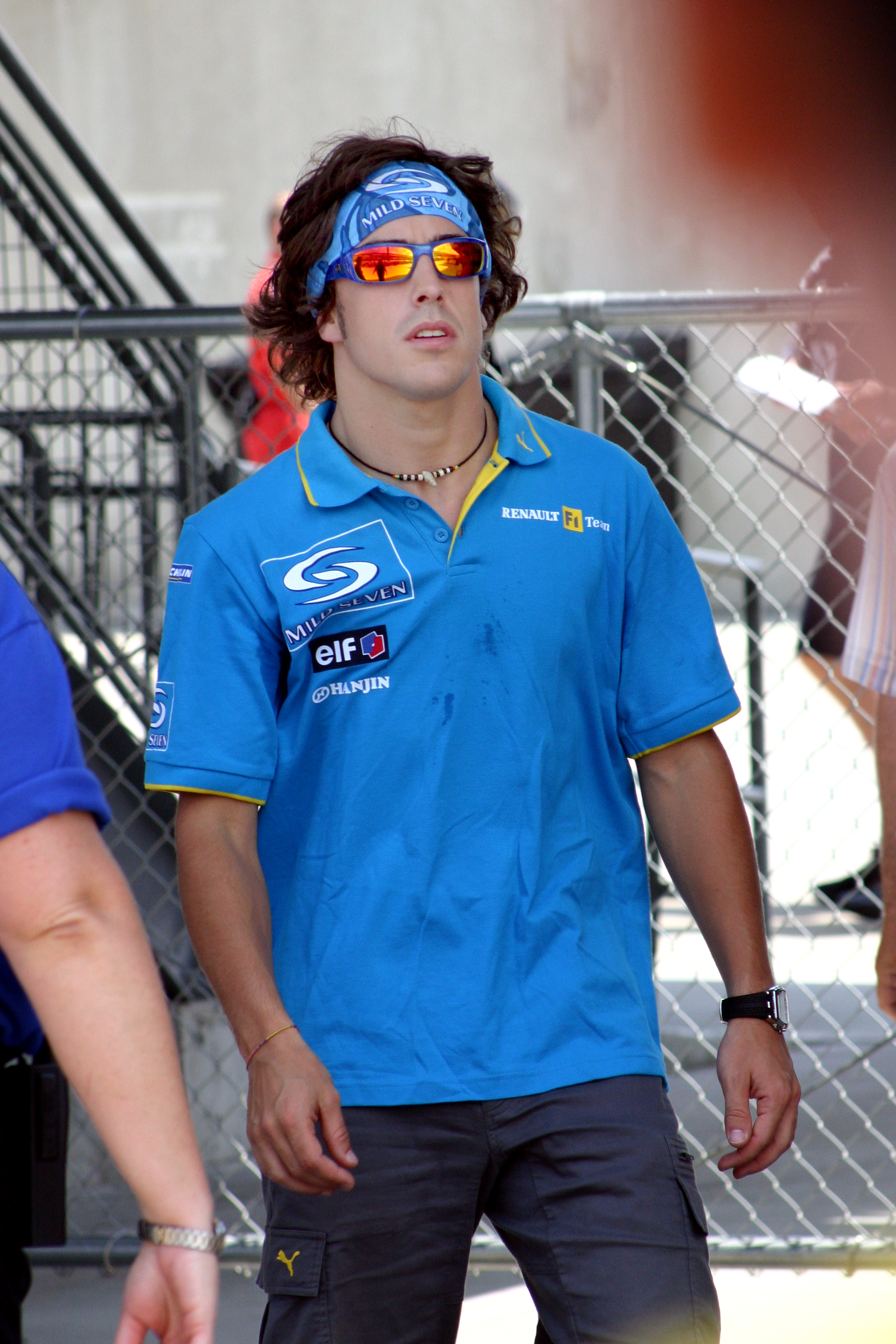
Fernando Alonso durante una pausa del Gran Premio degli Stati Uniti del 2004.

I piccoli team specialisti finirono per sparire a partire dal settembre 2005, con la Minardi acquistata dalla Red Bull e rinominata Scuderia Toro Rosso per gareggiare come team satellite della stessa Red Bull Racing. La Jordan venne acquistata dalla multinazionale dell'acciaio russo–canadese Midland nei primi mesi del 2005 e cambiò il nome in Midland F1 per la stagione 2006. Nel giugno 2005, la BMW acquistò la maggioranza delle azioni della Sauber, cambiando il nome alla scuderia, mentre la Williams cessò la collaborazione con la BMW fornendo una disposizione commerciale preferenziale con la Cosworth. Allo stesso modo, la Honda acquistò le azioni della BAR e rientrò a tutti gli effetti come scuderia. Per il 2006 le scuderie manufattrici raggiunsero il livello più basso di presenza mai toccato in precedenza nella storia dello sport.
La stagione 2006 fu l'ultima ad avere due fornitori degli pneumatici, la giapponese Bridgestone e la francese Michelin. Quest'ultima, probabilmente scottata dalle controversie suscitate nella gara statunitense del 2005, annunciò il ritiro anticipato al termine del 2006 – il termine prefissato era alla fine del 2007 – poiché, secondo una disposizione della FIA del dicembre 2005 che prevedeva un unico fornitore degli pneumatici, non voleva rimanere l'unica fornitrice. La Bridgestone fornirà dunque in esclusiva le gomme in Formula 1 fino al 2010 compreso.
La Renault e Fernando Alonso confermarono i successi nei campionati Costruttori e Piloti, ma la stagione fu più combattuta del previsto. La regola del cambio di motore rimaneva invariata, ma venne reintrodotto il cambio degli pneumatici e un nuovo sistema di qualifiche, il cosiddetto “knock-out” che rimpiazzava definitivamente il poco gradito, da pubblico e piloti, “giro secco”. Il campione del mondo spagnolo conquistò sei vittorie (quattro di queste furono consecutive), mentre Giancarlo Fisichella vinse la terza gara della sua carriera. Schumacher e la Ferrari, dopo un inizio stentato, iniziano la rimonta vincendo quattro gare nel periodo estivo, da Imola a Hockenheim.
Jenson Button vinse la sua prima gara in Formula 1 al Gran Premio di Ungheria, mentre Alonso venne costretto al ritiro per problemi meccanici e Schumacher non fece di meglio. Furono proprio alcuni errori strategici del pilota tedesco – non ultima, la controversa fermata (o blocco volontario) della vettura nella curva a 180º della Rascasse durante le qualifiche a Montecarlo – a risultare alla lunga decisivi. Il suo compagno di squadra Felipe Massa vinse il Gran Premio di Turchia, Alonso estese il vantaggio su Schumacher, ma nelle due gare successive a Monza, grazie alla rottura del motore della Renault di Alonso, e a Shanghai il pilota tedesco si portò in perfetta parità, completando la rimonta.
Quando sembrava che il titolo stesse scivolando nelle mani del tedesco, ecco che in Giappone deve subire la rottura del motore a 17 giri dalla conclusione e in Brasile fu alle prese con un problema al sistema di rifornimento, che lo obbligò a partire dalla quinta fila. Nel prosieguo della gara subì un contatto con Fisichella che lo fece ripartire dai box in ultima posizione, da cui iniziò una splendida rimonta fino al quarto posto. Ad Alonso basta un piazzamento a punti per confermarsi, diventando così il più giovane campione del mondo ad aver conquistato per due volte consecutive il titolo mondiale. Felipe Massa vince la seconda gara in carriera davanti al suo pubblico, esattamente come fece Senna nel 1993.

### La spy-story ed il blocco dei propulsori (2007-2008)

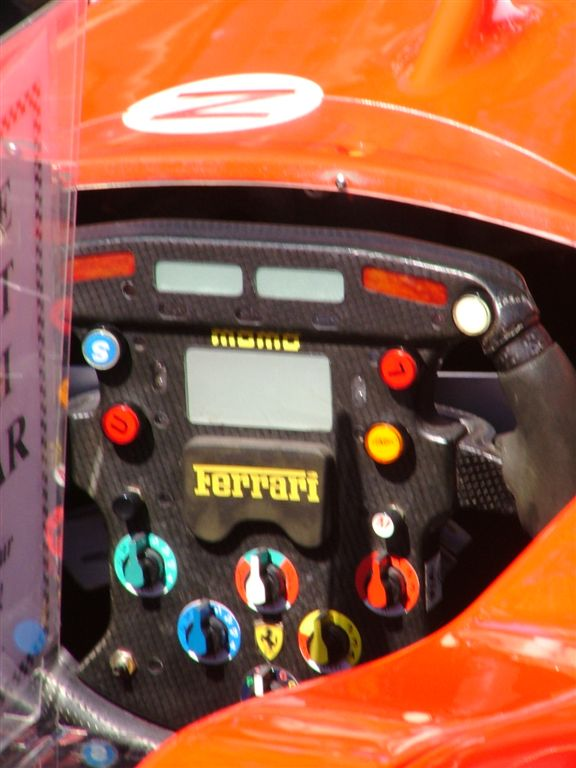
Particolare di un volante moderno di F1, della Ferrari. Rispetto a quello dell'Alfa Romeo del 1951 è molto più costoso, sfrutta le tecnologie più avanzate e può essere paragonato a un computer.

La stagione 2007 è caratterizzata dal congelamento dello sviluppo nei progetti e nelle caratteristiche dei motori V8 al termine del 2006, i motori non dovranno essere più ritoccati almeno fino al termine della stagione 2008, anche se il primo atto ufficiale della "Formula One Commission", il nuovo organismo unitario decisionale sui regolamenti, ha espresso il parere di allungare almeno di altri due anni tale blocco, e quindi fino al 2010 quando sarà previsto un ritorno al motore turbocompresso, alimentato stavolta a gasolio. Sono consentite solo modifiche di rifinitura allo scopo di portare il regime massimo di rotazione del V8 a 19.000 giri. Ciò significa che chi avesse commesso qualche errore nel progetto, dovrà portarselo dietro per due o quattro anni. La lista dei componenti da sostituire è stata presentata dalle scuderie alla FIA prima della fine del 2006, in modo da garantire maggiore affidabilità. La realizzazione materiale del motore deve avvenire entro la gara di apertura della stagione e da quel momento ogni ulteriore modifica sarà consentita soltanto per cause di forza maggiore – fallimento del fornitore o uscita di produzione di un componente – oppure per diminuire i costi di produzione.
A livello agonistico fu la prima stagione dopo 15 anni senza Michael Schumacher, con Alonso passato alla McLaren e Räikkönen andato in Ferrari. Con l'uscita di scena di Jacques Villeneuve e Juan Pablo Montoya, si devono confermare i buoni propositi – il polacco Robert Kubica e Nico Rosberg, entrambi in attesa di conferme – e si scoprono nuovi talenti come il britannico Lewis Hamilton, primo pilota di colore a gareggiare in Formula 1. Proprio Hamilton fu protagonista di una eccezionale stagione d'esordio in cui, contro avversari del calibro di Alonso e Räikkönen, si ritrovò vicinissimo alla vittoria del titolo mondiale.
Dopo un errore in Cina, in cui si ritirò perdendo il primo "match point", in Brasile, ultima gara del campionato, Hamilton non riuscì a conquistare i punti necessari, e la vittoria di gara e campionato andarono inaspettatamente a Räikkönen, che era rimasto alle spalle di Alonso e Hamilton per tutta la stagione. L'ultimo pilota della Finlandia a vincere la corona iridata era stato Mika Häkkinen, nel 1999.
Räikkönen vince con 1 punto di vantaggio sui 2 avversari della McLaren, riuscendo dove aveva precedentemente fallito.
La stagione 2008 vide la conferma del talento di Lewis Hamilton. Con Alonso tornato alla Renault in seguito agli screzi dell'anno precedente derivati dalla lotta interna con il compagno Hamilton, il campionato vide una accesa lotta tra l'inglese e Felipe Massa, mentre il campione del mondo Räikkönen, in testa nella prima metà di campionato, si dovette accontentare del terzo posto dopo una seconda parte pessima, a pari punti con un ispirato Kubica, su una BMW competitiva. Il mondiale si decise ancora una volta in Brasile, all'ultima curva, con Hamilton che agguanta il punto necessario per diventare campione del mondo, strappando il record di giovinezza di Alonso.

### Dalla Brawn all'ascesa della Red Bull (2009-2013)
Sull'onda della crisi economica che colpì tutti i settori e in particolare quello dell'auto, tra il 2008 e il 2009 uscirono di scena la Honda (il cui materiale è stato poi acquistato dalla Brawn), la BMW Sauber e la Toyota.
Il campionato di Formula 1 2009, vinto dall'inglese Jenson Button su Brawn GP, fu caratterizzato da numerose polemiche, derivanti dall'iniziale sospetto di irregolarità del fondo vettura del team di Ross Brawn (successivamente respinto dalla FIA) e dal conflitto che coinvolse direttamente la FIA di Max Mosley e la FOTA. Questa associazione, che raggruppava diversi team, aveva a capo Luca Cordero di Montezemolo, il quale, al culmine della tensione, minacciò un possibile ritiro della Ferrari dalla F1, seguito successivamente dalla Renault. Nel corso della stagione, le Brawn si dimostrarono molto veloci, con Button trionfante sei volte nelle prime sette gare; sul finire del campionato, tuttavia, la Red Bull vide un'ascesa delle sue prestazioni. Nelle qualifiche del Gran Premio di Ungheria, Felipe Massa fu coinvolto in un serio incidente, che lo costrinse alla sostituzione da parte di Luca Badoer e Giancarlo Fisichella.
Il 2010 vide il rientro nelle corse di Michael Schumacher e della Mercedes GP, la quale prende il posto della Brawn GP, mantenendo però Ross Brawn come responsabile operativo. A partire da questo campionato, la Red Bull si affermò definitivamente grazie alla competitiva RB6, progettata dal disegnatore Adrian Newey, e ai due piloti Mark Webber e Sebastian Vettel. La stagione 2010 fu molto combattuta, con cinque piloti in corsa per il titolo per tutta la stagione (Sebastian Vettel, Mark Webber, Fernando Alonso, Jenson Button e Lewis Hamilton).  Al termine del GP del Brasile la Red Bull vinse il titolo costruttori; nell'ultimo GP, ad Abu Dhabi, l'autore della pole position Sebastian Vettel, conquistò il suo primo titolo di Formula 1.
Il 2011 inizia con novità regolamentari come il KERS (già introdotto nel 2009 ma non utilizzato nel 2010), il DRS e le nuove gomme fornite dalla Pirelli. Nonostante le novità, Vettel e la Red Bull riuscirono a conservare le prestazioni dell'anno precedente, con il tedesco che ottenne il suo secondo titolo mondiale in Giappone, con quattro gare di anticipo.
Il 2012, che segnò il ritorno del finlandese Kimi Räikkönen nello sport, vide un inizio molto combattuto, caratterizzato da sette vincitori diversi nelle prime sette gare, con i Gran Premi di Cina e di Spagna che hanno visto rispettivamente le prime vittorie in carriera di Nico Rosberg e di Pastor Maldonado. La Red Bull non si dimostrò superiore come nell'annata precedente, permettendo allo spagnolo Alonso, principale contendente per il mondiale, di ottenere una posizione favorevole per la vittoria del campionato. Nella seconda parte della stagione, tuttavia, la scuderia austriaca recuperò terreno, permettendo a Sebastian Vettel di vincere il suo terzo titolo mondiale consecutivo, diventando il più giovane pilota a raggiungere questo traguardo.
Il 2013 si aprì con il trasferimento di Lewis Hamilton alla Mercedes, il secondo ritiro di Michael Schumacher, e con il notevole calo di prestazioni della McLaren, che non riuscì ad ottenere alcun podio nel corso della stagione. La prima parte della stagione si rivelò equilibrata; tuttavia, Sebastian Vettel riuscì ad assumere dal Gran Premio di Malesia la testa del campionato e a trionfare negli ultimi nove Gran Premi, aggiudicandosi il suo quarto successo mondiale e diventando così il pilota ad aver realizzato più vittorie consecutive e il più vincente in una sola stagione (13 vittorie) a pari merito con Michael Schumacher.

### L'inizio dell'era turbo-ibrida e il dominio Mercedes (2014-2020)
Il 2014 vide il passaggio dai motori V8 da 2,4 l ai V6 turbo da 1,6 l; si trattò del primo ritorno alla sovralimentazione da quando questa fu bandita, venticinque anni prima. Le marce passarono da 7 a 8, mentre, con l'introduzione di sistemi quali brake-by-wire ed ERS, nonché soprattutto con l'adozione di una doppia alimentazione combinata termica ed elettrica, i motori vennero ribattezzati con il termine power unit.
La prima stagione con i nuovi regolamenti, vide il dominio totale della Mercedes che fa bottino pieno: vince 16 gare su 19, realizza 11 doppiette, in tutte le gare ha portato sempre un pilota sul podio, incamera 701 punti e conquista sia il titolo costruttori sia quello piloti, che fin dalle prime uscite si indirizza verso un duello tra i due alfieri della casa, Lewis Hamilton e Nico Rosberg. L'inglese, dopo i problemi al motore in Australia, vince le successive 4 gare, superando Rosberg in classifica. Ma a Monaco, con un errore del tedesco in qualifica, comincia il duello. Rosberg fa sua quest'ultima gara, oltre ad Austria e Germania, mentre Hamilton, tra rotture ed errori in qualifica, trionfa solamente in Gran Bretagna, davanti al suo pubblico. Il GP di Spa vedrà l'apice della lotta tra i due: al secondo giro il tedesco, nel tentativo di superare il rivale, gli buca una gomma; sarà la fine dei sogni di gloria per Rosberg, infatti dalla successiva prova di Monza comincia la cavalcata trionfale di Hamilton, che vince 6 delle ultime 7 gare e nell'appuntamento finale ad Abu Dhabi, oltre alla gara conquista il suo secondo titolo mondiale.
L'unico pilota non a bordo della Mercedes a vincere le restanti 3 gare è stato Daniel Ricciardo sulla Red Bull, che nel corso della stagione ha costantemente battuto il compagno di squadra Sebastian Vettel. Oltre al campione uscente, le maggiori delusioni sono state la Ferrari, che nonostante abbia gareggiato con due campioni del mondo quali Alonso e Raikkonen, ha ottenuto solamente due podi, entrambi con lo spagnolo, e la Lotus che, perso il finlandese, ottenne solamente 10 punti, in una stagione che la vide arrancare nelle retrovie per via della scarsa competitività del motore Renault. La stagione va ricordata per l'impresa compiuta da Jules Bianchi nel Gran Premio di Montecarlo, capace di portare alla Marussia i suoi primi e unici 2 punti della sua storia. Il francese, però, cinque mesi dopo a Suzuka ha un incidente contro una gru, sotto la pioggia, posizionata per rimuovere la vettura incidentata di Adrian Sutil nello stesso punto; mai più risvegliatosi dal coma, Bianchi morirà il 18 luglio 2015, in seguito ai danni causati dall'incidente: ventuno anni dopo Ayrton Senna, un pilota trova nuovamente la morte durante una gara di Formula 1.
Nel 2015 Hamilton conferma le prestazioni della passata stagione. Delle prime 13 gare, Lewis ne vince 7, ma oltre a Rosberg, dovrà guardarsi le spalle anche dalla ritrovata Ferrari ora nelle mani di Sebastian Vettel, che vince in Malesia, in Ungheria e a Singapore, dove il tedesco parte dalla pole e mantiene la testa per tutta la gara. Ciò non basta tuttavia a scalfire il vantaggio tecnico della Mercedes che in Russia, con quattro gare d'anticipo, si conferma campione del mondo costruttori, mentre nella gara successiva ad Austin, Hamilton si conferma campione del mondo. In questa stagione avviene il debutto, a 17 anni e 166 giorni, dell'olandese Max Verstappen (figlio di Jos) che diventa il più giovane pilota della storia di questa competizione a prendere parte a una gara ufficiale.
Nel 2016, il titolo di campione mondiale piloti è stato vinto per la prima volta dal pilota tedesco Nico Rosberg, dopo una lotta serrata col compagno di squadra Hamilton, mentre quello di campione mondiale costruttori è stato vinto per la terza volta consecutiva dalla Mercedes, già campione nel 2014 e 2015, squadra con la quale ha corso lo stesso Rosberg. Il trofeo per il maggior numero di pole position è stato invece vinto per la seconda volta da Lewis Hamilton. Pochi giorni dopo la conquista del titolo, lo stesso Rosberg ha annunciato la sua decisione di abbandonare le corse.
La stagione 2017 vede un nuovo cambio regolamentare per quanto riguarda l'aerodinamica e le gomme delle monoposto. Le gomme anteriori passano da 245 mm a 305 mm, quelle posteriori da 325 a 405 mm. Le vetture tornano ad avere una larghezza complessiva di 2,000 mm, anziché 1,800. Aumenta anche la larghezza dell'ala anteriore, ora di 1,800 mm (come dal 2009 al 2013), con un profilo a freccia e del fondo vettura, fino ad un massimo di 1,600 mm. Il diametro di tutti e quattro gli pneumatici cresce, inoltre, di 1 cm. Per le prime cinque gare della stagione è la Pirelli a selezionare le quantità di gomme, delle tre mescole portate, che verrà assegnata a ciascun pilota. Fino al Gran Premio di Spagna, la casa milanese ha assegnato ad ogni pilota sette set della mescola più morbida, quattro di quella intermedia e due di quella più dura a disposizione per ogni gara. Ciò per lo scarso numero di test effettuati sulle nuove coperture. Le nuove gomme comportano un aumento del peso minimo della vettura da 702 a 728 kg. La quantità massima di benzina imbarcabile per la gara viene portata da 100 Kg a 105 Kg, a causa della maggior resistenza aerodinamica delle nuove vetture, mentre il consumo istantaneo rimane invariato a 100 kg/h a 10500 giri. Altre modifiche riguardano un aumento del carico aerodinamico grazie ad accorgimenti, come il già citato fondo allargato, insieme ad un diffusore posteriore di dimensioni maggiorate sia in lunghezza che in altezza (passa da 125 mm a 175 mm, come nel 2010). L'ala posteriore è più bassa (da 950 mm a 800 mm) e larga (da 750 mm a 950 mm), con un andamento obliquo delle paratie laterali, facendola assomigliare ad un parallelogramma, alla vista laterale della monoposto. Il regolamento che aboliva la pinna posteriore, utilizzata fino al 2010, è stato eliminato, quindi le squadre hanno la possibilità di adottare, nuovamente, tale soluzione. Le unità motrici utilizzabili, senza incorrere in penalità, da questa stagione, sono solamente quattro. Sempre da quest'anno non sarà più possibile accumulare unità motrici sostituendone più di una durante un evento Gran Premio (come nel caso di Hamilton nel Gran Premio del Belgio 2016). Difatti solo l'ultima unità montata in monoposto potrà essere utilizzata per gareggiare. Tutte le altre sostituite verranno "bruciate" e non saranno utilizzabili. Le novità regolamentari sembrano rivitalizzare il campionato, con una Ferrari che ritrova la competitività vincendo due gare nelle prime tre. Successivamente con gli aggiornamenti portati, la Mercedes sembra tornare dominatrice e vince la maggior parte delle gare fino a dopo la sosta estiva con la gara di Monza, la Ferrari riesce a vincere solo a Monaco e in Ungheria, ma Vettel si piazza comunque in ottime posizioni in modo tale da arrivare a Singapore con solo 3 punti di svantaggio su Hamilton. A Singapore entrambe le Ferrari sono vittime di un incidente e costrette al ritiro mentre ottiene la vittoria Hamilton. I successivi appuntamenti in Malesia e Giappone vedono protagonista la scarsa affidabilità motoristica della Ferrari e la strada spianata verso il titolo per Lewis Hamilton che lo conquista in Messico con 2 gare d'anticipo.
Nel 2018 la Ferrari dà filo da torcere alla Mercedes nella prima parte di stagione, grazie anche a un ritrovato Räikkönen che dà una mano a Vettel per la lotta al titolo costruttori. I numerosi podi del finlandese insieme alle 4 vittorie del tedesco portano la rossa alla pausa estiva a solo 10 punti dalla Mercedes, guidata da un ottimo Hamilton e da un opaco Valtteri Bottas. Nella seconda parte di stagione la Ferrari, come l'anno precedente, cala di prestazione trionfando solo 2 volte. Hamilton vince quindi il suo 5º mondiale, davanti ai ferraristi Vettel e Räikkönen; per l'inglese 11 vittorie e 408 punti. Sempre nel 2018 una novità tecnica ha rivoluzionato la Formula 1: si tratta dell'Halo, una barra curva posta a protezione della testa del pilota, sperimentata già a partire dal 2015, dopo l'incidente fatale di Bianchi.
Nel 2019 Lewis Hamilton e la Mercedes si confermano ancora una volta campioni del mondo piloti e costruttori. Per il pilota britannico si tratta del sesto titolo mondiale piloti, il terzo consecutivo, mentre la scuderia tedesca conquista il sesto titolo consecutivo del mondiale costruttori. Inoltre, Hamilton stabilisce nuovamente il record del maggior numero di punti conquistati in una stagione (413), battendo quello dell'anno precedente. Charles Leclerc e la Ferrari si aggiudicano per la prima volta il Trofeo Pole FIA per il maggior numero di pole position conquistate durante l'anno, con sette partenze dalla prima piazzola.
Nel 2020, in una stagione fortemente influenzata dalla pandemia di COVID-19, Lewis Hamilton e la Mercedes vincono il campionato del mondo piloti e costruttori. Per il pilota britannico si tratta del settimo titolo mondiale piloti, quarto consecutivo. Con questo successo Hamilton eguaglia il numero di titoli detenuti dall'ex pilota tedesco Michael Schumacher, e lo supera nella classifica dei Gran Premi vinti, diventando il pilota con il maggior numero di vittorie conquistate. La scuderia tedesca conquista il settimo titolo consecutivo del mondiale costruttori, superando il primato di sei titoli consecutivi detenuto dalla Ferrari nel periodo 1999-2004. Hamilton si è aggiudica anche il Trofeo Pole FIA per il maggior numero di pole position conquistate durante l'anno, dieci.

### Dal ritorno Red Bull alla rivoluzione aerodinamica (2021-oggi)
Nel 2021, la Mercedes si aggiudica per l'ottavo anno di fila il mondiale costruttori, mentre quello piloti va a Max Verstappen su Red Bull, dopo una serratissima battaglia con Lewis Hamilton che li impegna sino all'ultimo giro della stagione. Così Verstappen termina la striscia di mondiali consecutivi per l'inglese, che andava avanti dal 2017 e lo aveva portato a eguagliare Schumacher a sette mondiali vinti. Per la prima volta nell'era turbo-ibrida, dunque, il mondiale piloti non finisce tra le mani di un pilota Mercedes, mentre la W12 guidata dallo stesso Hamilton e dal finlandese Valtteri Bottas vinse il suo ottavo titolo costruttori. Il Trofeo Pole FIA spetta anch'esso a Verstappen, in virtù delle 10 pole conquistate durante l'anno. Nelle successive tre stagioni il pilota olandese si conferma ancora campione del mondo mentre la scuderia vince due titoli costruttori schierando due delle vetture migliori della storia dello sport, la RB18 del 2022 con la quale Verstappen segna il nuovo record di vittorie siglate in una stagione - 15, eguagliando Vettel nel 2013 e Schumacher nel 2004 fermi a 13 - e la RB19 del 2023 capace di vincere 21 delle 22 gare disponibili. L'anno seguente Verstappen vinse per la quarta volta il titolo piloti, mentre la McLaren si aggiudicò il titolo costruttori con la MCL38, guidata da Lando Norris e Oscar Piastri.